# Cultura mixteca
Las cultura mixteca fue una cultura arqueológica prehispánica, correspondiente a los antecesores del pueblo mixteco. Tuvo sus primeras manifestaciones en el Período preclásico mesoamericano (siglo XII a. C.-siglo XX a. C.) y concluyó con la conquista española en las primeras décadas del siglo XVI. El territorio histórico de este pueblo es la zona conocida como La Mixteca (Ñuu Dzahui, en mixteco antiguo), una región montañosa que se encuentra entre los actuales estados mexicanos de Puebla, Oaxaca y Guerrero.
La cronología de la cultura mixteca es una de las más extensas de Mesoamérica, por su continuidad y antigüedad. Comienza como resultado de la diversificación cultural de los pueblos de habla otomangueana, en la zona de Oaxaca. Los mixtecos compartieron numerosos rasgos culturales con sus vecinos zapotecos. De hecho, ambos pueblos se denominan a sí mismos «gente de la lluvia o de la nube». La evolución divergente de los mixtecos y los zapotecos, favorecida por el entorno ecológico, alentó la concentración urbana en las ciudades de San José Mogote y Monte Albán, mientras que en los valles de la sierra Mixteca la urbanización siguió un patrón de menores concentraciones humanas en numerosas poblaciones. Las relaciones entre mixtecos y zapotecos fueron constantes durante el Preclásico, cuando la mixteca también se incorporó definitivamente a la red de relaciones panmesoamericanas. Algunos productos mixtecos se encuentran entre los objetos de lujo hallados en el área nuclear olmeca.
Durante el periodo preclásico mesoamericano, el apogeo de Teotihuacán y Monte Albán estimuló el florecimiento de la región ñuiñe (Mixteca Baja). En ciudades como el  Cerro de las Minas se han encontrado estelas que muestran un estilo de escritura que combina elementos de la escritura de Monte Albán y de Teotihuacan. La influencia de los zapotecos se observa en las numerosas urnas halladas en los sitios de la Mixteca Baja, que representan casi siempre al dios viejo del fuego. En ese mismo contexto, la Mixteca Alta vio el colapso de Yucunundahua (Huamelulpan) y la balcanización de la zona. La concentración del poder en Ñuiñe fue causa de conflictos entre las ciudades de la región y los estados de la Mixteca Alta, lo que explica la fortificación de las ciudades ñuiñe. El ocaso de la cultura ñuiñe coincide con el de Teotihuacan y Monte Albán. Al terminar el Clásico mesoamericano (ss. VII y VIII) muchos elementos de la cultura clásica de la Mixteca Baja cayeron en desuso y fueron olvidados.
A partir del siglo XIII se dan las condiciones que permitieron el florecimiento de la cultura mixteca. El temperamento político de Ocho Venado lo condujo a consolidar la presencia mixteca en La Costa. Allí fundó el reino de Tututepec (Yucudzáa) y después emprendió una campaña militar para unificar numerosos estados bajo su poder, entre ellos sitios tan importantes como Tilantongo (Ñuu Tnoo Huahi Andehui). Esto no habría sido posible sin la alianza con Cuatro Jaguar, señor de filiación nahua-tolteca que gobernaba Ñuu Cohyo (Tollan-Chollollan). El reinado de Ocho Venado concluyó con su asesinato a manos del hijo de una noble señora que a su vez había sido asesinada antes por el propio Ocho Venado. 
Durante todo el Posclásico se intensificó la red de alianzas dinásticas entre los estados mixtecos y zapotecos, aunque paradójicamente aumentó la rivalidad entre ambos pueblos. Sin embargo, actuaron en conjunto para defenderse de las incursiones mexicas. México-Tenochtitlan y sus aliados se alzarían con la victoria sobre estados tan poderosos como Coixtlahuaca (Yodzo Coo), que fue incorporado como provincia tributaria del Imperio azteca. Sin embargo, Yucudzáa (Tututepec) mantuvo su independencia y ayudó a los zapotecos a resistir en el istmo de Tehuantepec. Cuando los españoles llegaron a La Mixteca, muchos señores se sometieron voluntariamente como vasallos de España y conservaron algunos privilegios. Otros señoríos intentaron resistir, pero fueron vencidos militarmente.

## Entorno geográfico

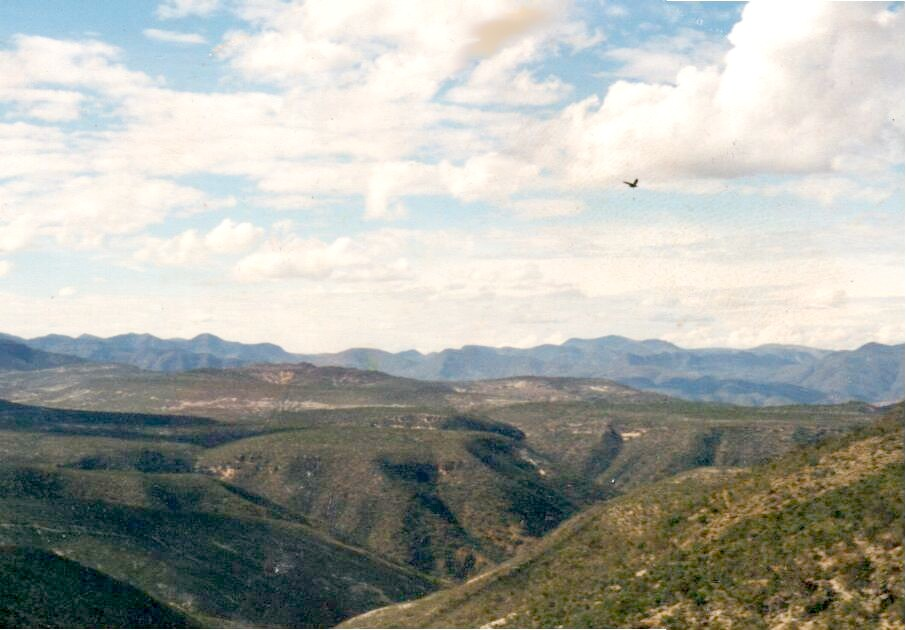
Paisaje de la Mixteca, cerca de Nativitas Monte Verde (Oaxaca)

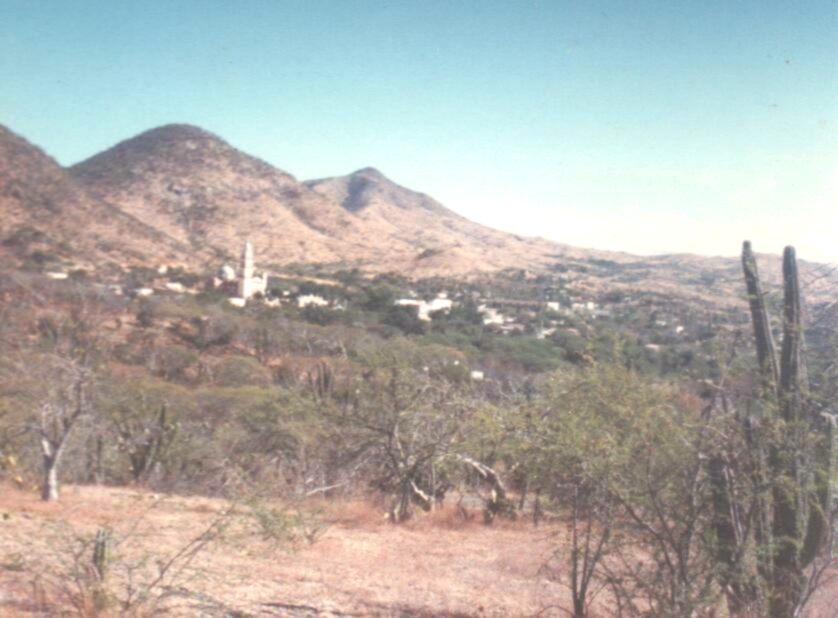
Paisaje del valle de Acatlán, cerca de San Jerónimo Xayacatlán (Mixteca Baja Poblana).

El territorio histórico de los mixtecos se localiza en el sur de México. Con una superficie superior a los 40 000 km², La Mixteca —como se le conoce en la actualidad— ocupa el sur de Puebla, el este de Guerrero y el poniente de Oaxaca. La Mixteca fue llamada Mixtecapan por los mexicas, vocablo que significa en náhuatl País de los mixtecos. En la lengua mixteca antigua, el país recibió el nombre de Ñuu Dzahui, que Janssen y Pérez Jiménez traducen como País de la lluvia.
Los mixtecos nunca formaron una unidad política que integrara a todos los poblados ocupados por miembros de ese pueblo, aunque bajo el gobierno de Ocho Venado en Tilantongo se conformó la mayor unidad política que conociera esa nación precolombina. El territorio mixteco es muy diverso desde el punto de vista geográfico, aunque lo unifica la presencia de grandes cadenas montañosas como la propia Sierra Mixteca o el Eje Neovolcánico. Sin embargo, como observa Dahlgren, sus límites no son precisos, puesto que su definición varía de acuerdo con el enfoque que se adopte. Desde el punto de vista cultural, La Mixteca es el territorio donde habitan todos los pueblos que han sido denominados mixtecos en diversas fuentes, aunque esta delimitación no deja de presentar ambigüedades en tanto que los pueblos mixtecos pudieron convivir con comunidades de otro origen étnico, aunque emparentadas lingüística y culturalmente. La delimitación tentativa propuesta por González Leyva indica que...

El lindero oeste de la Mixteca se inicia en la costa del Pacífico, en Coahuitlán. De ahí, en línea recta, se dirige a los pueblos de Ometepec e Igualapa (Guerrero), prosigue y alcanza el río Atoyac de Puebla. Continúa por él hasta Tuzantlán (Puebla) —al noroeste de Acatlán, Puebla. Desde aquí, en dirección oriente, los confines tocan los cerros Largo, Palos Blancos, Pila y Gordo. En este nace el río Gavilán, cuyo cauce pasa por la localidad de Zapotitlán (Puebla), avanza por las faldas del cerro Miahuatepec, se encuentra con el río Zapotitlán y, cerca de Coxcatlán (Puebla), se une al río Salado (Puebla). Su ribera llega a Quiotepec (Oaxaca), se prolonga a Cuicatlán, descarga en el río Grande y atraviesa el cañón de Tomellín. El río toma el nombre de este, reinicia su trayecto en sentido sur, cambia su denominación por la de San Antonio, para concluir en el cerro Camote. De este sitio, la frontera, otra vez en línea recta, corre a San Francisco Telixtlahuaca y Huitzio (sic) (Oaxaca); se mueve por las escabrosas barrancas de La Culebra y Las Lomas de Alas, y roza los pueblos de Huitepec, Totomachapa y Teojomulco. Se encamina hacia los cerros Chinche y La Rana, los rebasa, cruza Mixtepec; se vuelve al oeste con rumbo a Manialtepec, choca con esta población, reanuda su marcha y finaliza en el Pacífico.

De acuerdo con sus características se suele dividir en varias regiones cuyos límites son igualmente imprecisos. A pesar de ello, la subdivisión interna de la región es un tema que cuenta con popularidad entre los especialistas. Desde la época colonial se hacía una distinción entre las distintas zonas que componían La Mixteca. La más simple la dividía en Mixteca Alta, correspondiente a la sierra Mixteca, y Mixteca Baja, que abarcaba las tierras ubicadas en el piemonte de la sierra Madre del Sur. Antonio de los Reyes indica en su Arte en lengua mixteca que La Mixteca se divide en seis regiones: la que habitaban los chochos, la oriental que lindaba con Los Valles, la Mixteca Alta o Ñudzavuiñuhu, la Mixteca Baja o Ñuiñe, la región de la sierra de Putla o Ñuñuma, y Nuñdaa, Ñundevi o Ñuñama en la llanura de la costa del Pacífico.
La Mixteca Alta es la zona que ocupan los valles intermontanos de Tlaxiaco, Nochixtlán, Putla y Coixtlahuaca, enclavados en las estribaciones de la Sierra Mixteca, una zona sumamente montañosa que constituye el punto en el que se aproximan la Sierra Madre del Sur y el Eje Neovolcánico. El clima de esta región va de templado a frío, y es relativamente más húmedo que en el resto de las Mixtecas. En la Mixteca Alta nacen varios ríos que son afluentes de cuencas tan importantes como la del río Balsas y el Atoyac.
Al norte de la Mixteca Alta se encuentra la Mixteca Baja, que comprende varios municipios del noroeste de Oaxaca y el sur de Puebla. La Mixteca Baja se encuentra a menor altitud que la Mixteca Alta, puesto que la altitud del terreno difícilmente supera los 2000 m s. n. m. Debido a esta característica, la Mixteca Baja es más caliente y seca que el resto del territorio mixteco, razón por la que fue llamada ñuiñe (del idioma mixteco: Ñuuniñei ‘Tierra caliente’). La mayor parte de la Mixteca Baja forma parte de la cuenca del río Balsas, que recibe las aguas de los ríos Atoyac, Acatlán, el Mixteco y otros varios. El clima es típicamente el correspondiente a la selva baja caducifolia, ecosistema que se caracteriza por una combinación de vegetación xerófita con otras especies que crecen periódicamente en temporada de lluvia.

## El origen mítico de los mixtecos

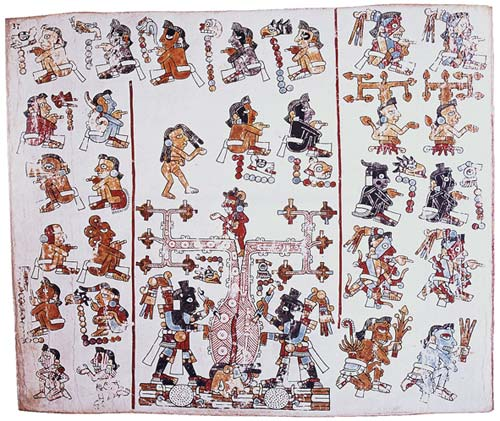
Lámina 37 del Codex Vindobonensis Mexicanus I. La escena central representa, supuestamente, el origen de los mixtecos a partir de un árbol que engendró a los ancestros de este pueblo.

La mitología mixteca comparte muchos elementos con el resto de las tradiciones mesoamericanas. Al igual que en el caso de los mexicas o los mayas, los mixtecos también creían que vivían en la «era» de un Quinto Sol y que, antes de su tiempo, el mundo había pasado por una serie de creaciones y destrucciones. En el principio, la tierra era un caos, en el que todo se hallaba confundido. Los espíritus de las fuerzas creadoras volaban en el aire. Se conocen por sus nombres calendáricos, asentados en los códices producidos por este pueblo. Estos espíritus eran Uno Venado-Serpiente de Jaguar y Uno Venado-Serpiente de Puma. Son los correspondientes mixtecos de Ometecuhtli y Omecíhuatl, los Señores Dos, que representan el principio dual de todo el universo. En el mito mixteco, estas dos divinidades separan la luz de la oscuridad, la tierra del agua, el arriba del abajo, y crean a los cuatro dioses creadores que habrían de dar nacimiento a los otros y a la humanidad, que fue creada a base de maíz.
Cuenta la leyenda que uno de los cuatro hijos de la pareja primigenia hizo un agujero en un árbol que se encontraba en las nubes y copuló con él. Se identifica a este personaje con el nombre calendárico Nueve Viento, uno de los nombres de la Serpiente Emplumada. De este modo, el árbol alumbró al poco tiempo. De él nació un hombre que habría de retar al sol, señor de la Mixteca, en un duelo a muerte. El mito del Flechador del Sol relata que este personaje disparó sus flechas contra el astro, mientras el sol le combatía con sus rayos. Así pasaron hasta el atardecer, en que el sol cayó herido de muerte (y esta sería la explicación del color encarnado de los atardeceres) y se ocultó tras las montañas. Como el Flechador del Sol temía que el astro renaciera y reclamara sus antiguos terrenos, trajo a la gente y los hizo asentarse en la tierra que había ganado, y los apresuró a cultivar las milpas de maíz en esa misma noche. De esta suerte, cuando el Sol renació al día siguiente, nada pudo hacer, y de esta manera, los mixtecos se convirtieron en dueños de la región por derecho divino y militar.
De acuerdo con su mitología, los mixtecos eran descendientes de los hijos del árbol de Apoala. Uno de estos hijos venció al Sol y ganó la tierra para el pueblo mixteco. La divinidad principal de los mixtecos en la época prehispánica era Dzahui, dios de la lluvia y patrono de la nación mixteca. Otra divinidad de gran importancia era Nueve Viento-Coo Dzahui, héroe civilizador que les entregó el conocimiento de la agricultura y la civilización.

## Historia
Los mixtecos son uno de los pueblos más antiguos de Mesoamérica. Su lengua pertenece al grupo de lenguas mixtecanas, emparentadas con el zapoteco y el otomí. Existen indicios de ocupación humana en la Mixteca desde el quinto milenio antes de la era cristiana; sin embargo, sólo después del desarrollo de la agricultura en Mesoamérica inició el proceso que dio origen a la cultura mixteca prehispánica. Alrededor del tercer milenio antes de la era cristiana aparecieron los primeros poblados agrícolas en la región, cuya economía estaba basada en los cuatro cultivos básicos mesoamericanos: el chile, el maíz, el frijol y la calabaza. Dos mil años más tarde, en pleno período Preclásico Medio, la Mixteca fue el escenario de una revolución urbana, donde los núcleos de población crecieron y se integraron en la amplia red de intercambios que unió a los pueblos mesoamericanos. Como la mayor parte de las sociedades mesoamericanas, los mixtecos no formaron una unidad política en la época prehispánica, sino que estaban organizados en pequeños Estados compuestos por varias poblaciones enlazadas por relaciones jerárquicas.
La historia de la Mixteca en el Preclásico y el Clásico es poco conocida, sobre todo en relación con otros pueblos mesoamericanos contemporáneos o con la época de florecimiento de la Mixteca, correspondiente al Posclásico. En esa época ocurrió la emergencia del expansionismo de Tututepec, una ciudad fundada por Ocho Venado que llegó a dominar un amplio territorio entre la Mixteca de la Costa y la Mixteca Alta, al tiempo que estableció una serie de alianzas con algunos Estados del centro de Mesoamérica. Salvo casos aislados, como el de Tututepec, la mayor parte de la Mixteca fue ocupada de modo pacífico por los españoles a partir de la segunda década del siglo XVI.

### Período Preclásico

Principales poblaciones de la Mixteca en el Preclásico (puntos azules) y ubicación de otros sitios contemporáneos (puntos negros)

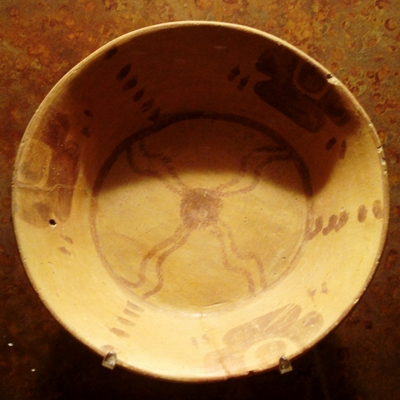
Cerámica Rojo sobre Bayo de la Mixteca Alta. Período Preclásico Medio. Colección del MNA.

En la Mixteca, las primeras poblaciones sedentarias comenzaron a aparecer a partir del siglo XVI antes de la era cristiana. Esta etapa de la historia del pueblo mixteco corresponde con la Fase Cruz en la Mixteca Alta, las fases Pre-Ñudée y Ñudée en la Mixteca Baja y la fase Charco en la Costa. El desarrollo de estas primeras aldeas agrícolas en la región fue contemporáneo al que estaba ocurriendo en otras zonas de Mesoamérica, como el centro de México, los valles Centrales de Oaxaca y la costa del golfo de México. Sin embargo, las comunidades mixtecas del periodo Formativo nunca alcanzaron las dimensiones de las poblaciones protourbanas de los Valles Centrales, como San José Mogote y Monte Albán. El patrón de asentamiento de los mixtecos en aquellos años consistía en pequeñas comunidades dedicadas a una agricultura incipiente, aunque existe evidencia de su incorporación en la red de intercambios internacionales de Mesoamérica.
Un ejemplo de esta vinculación a otras sociedades mesoamericanas es la influencia del estilo olmeca en la cerámica de la Mixteca Alta. En sitios como Huamelulpan y Tayata se han encontrado figurillas que poseen características iconográficas olmecas, estilo ampliamente difundido en casi toda Mesoamérica durante el primer milenio antes de la era cristiana. Por otra parte, en el área nuclear olmeca se han encontrado objetos de cerámica Rojo sobre Bayo que fueron producidas indudablemente en la región de Tayata, de acuerdo con los estudios que se han realizado sobre la composición química de esos materiales arqueológicos. Durante el período de formación de los rasgos culturales de los mixtecos, la estratificación social era incipiente, como muestran las pocas diferencias que se han encontrado en los restos de las viviendas correspondientes a esos tiempos. Por otra parte, la función de las edificaciones tampoco estaba claramente diferenciada.
Hacia el final del Preclásico Medio —época en que Mesoamérica vio el florecimiento del estilo olmeca, de gran difusión en el área— en la Mixteca Alta comenzaron a aparecer algunas poblaciones que albergaron en su época de apogeo a miles de personas. Entre ellas se encontraban Monte Negro y Huamelulpan, situada la primera cerca de Tilantongo, que varios cientos de años después sería la cabecera de uno de los Estados mixtecos más poderosos; y la segunda, en la zona de Tlaxiaco. Por otro lado, en la Mixteca Baja la población de Cerro de las Minas comenzó a florecer en el valle del río Mixteco. En esta época, que abarca aproximadamente del siglo V a. C. al siglo II d. C., las sociedades mixtecas vivían un proceso de diferenciación social que se refleja en la aparición de algunas edificaciones de carácter público en poblaciones como Yucuita, Etlatongo, Tayata y Huamelulpan en la Mixteca Alta; y Cerro de las Minas y Huajuapan en la Mixteca Baja. La estratificación cada vez más definida de las poblaciones mixtecas de esta época son el reflejo del proceso que dio lugar al nacimiento de los primeros Estados en la zona a partir de las sociedades de jefatura. La estructura política al final de la fase Cruz Tardía en la Mixteca Alta estaba constituida por una serie de Estados que dominaban pequeños territorios donde existieron numerosas poblaciones organizadas de modo jerárquico. La jerarquía de las poblaciones ha sido observada en la cantidad de monumentos arquitectónicos que albergaba cada localidad, lo que ha permitido inferir el tipo de relaciones que había entre el centro de relevancia regional y los pueblos de segunda línea. Un caso bien conocido es el de Huamelulpan, cuyo rápido crecimiento relegó a Tayata —que fue una de las mayores poblaciones mixtecas del Preclásico Medio— a una segunda posición, provocando la contracción poblacional y el cese de las obras arquitectónicas en Tayata hacia el siglo III a. C..
La revolución urbana en la Mixteca fue contemporánea del proceso que llevó a la formación del estado zapoteco encabezado por Monte Albán. Las poblaciones zapotecas de Los Valles que emergieron en el Preclásico Medio tenían dimensiones comparables con las poblaciones mixtecas de la sierra. Sin embargo, la historia de Monte Albán marcaría varias diferencias con los señoríos mixtecos, entre ellos las dimensiones espaciales bajo el dominio estatal. En la Mixteca, los estados dominaban pequeños territorios que en ocasiones no rebasaban los cien kilómetros cuadrados de superficie. En contraste, Monte Albán ocupó un territorio mucho mayor y emprendió tempranamente una campaña expansionista que le llevó a ocupar la Cañada de Cuicatlán y algunas regiones de la sierra de Juárez. La influencia de Monte Albán en la Mixteca durante el Preclásico es evidente: en varias localidades de la Mixteca Alta aparecen producciones cerámicas con características similares a las de la cerámica zapoteca de Los Valles: Huamelulpan producía urnas que guardaban cierta semejanza con las producidas en Monte Albán, y en esa misma región se han encontrado inscripciones en el sistema zapoteco de escritura. Sin embargo, no existe evidencia de que Monte Albán haya dominado políticamente la Mixteca, por lo que resulta plausible que estas influencias sean reflejo de un solo proceso cultural que dio origen a ambas civilizaciones.

### Período Clásico

Yacimientos arqueológicos del Clásico en la Mixteca. Los puntos rojos indican los sitios con evidencia ñuiñe, los puntos azules representan otros asentamientos en la región.

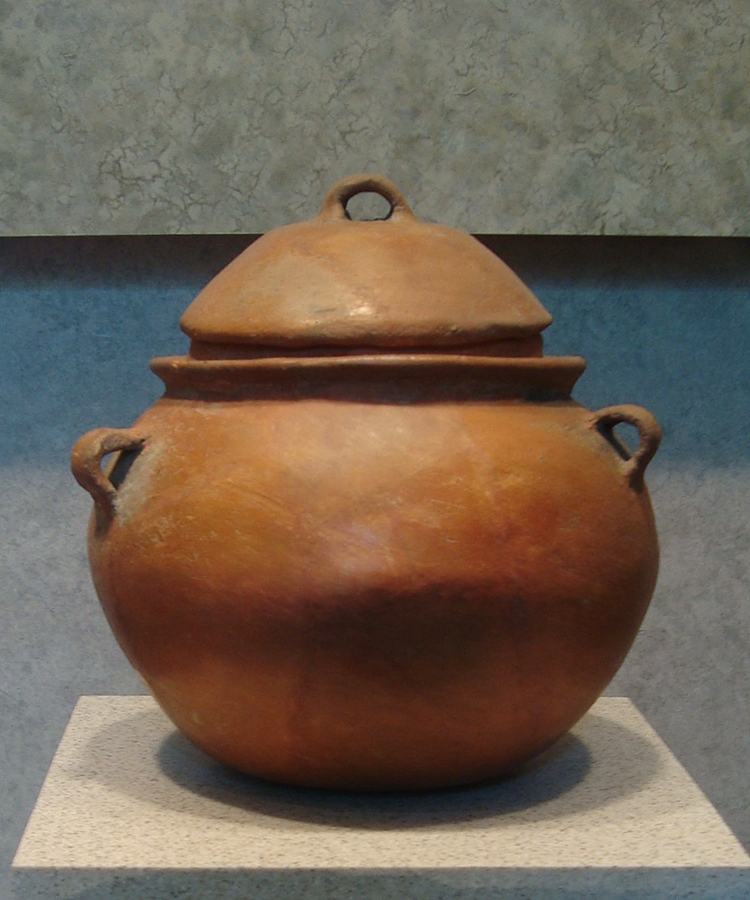
Vasija de cerámica procedente de Cerro de las Minas. Actualmente se encuentra en el Museo Nacional de Antropología de la Ciudad de México.

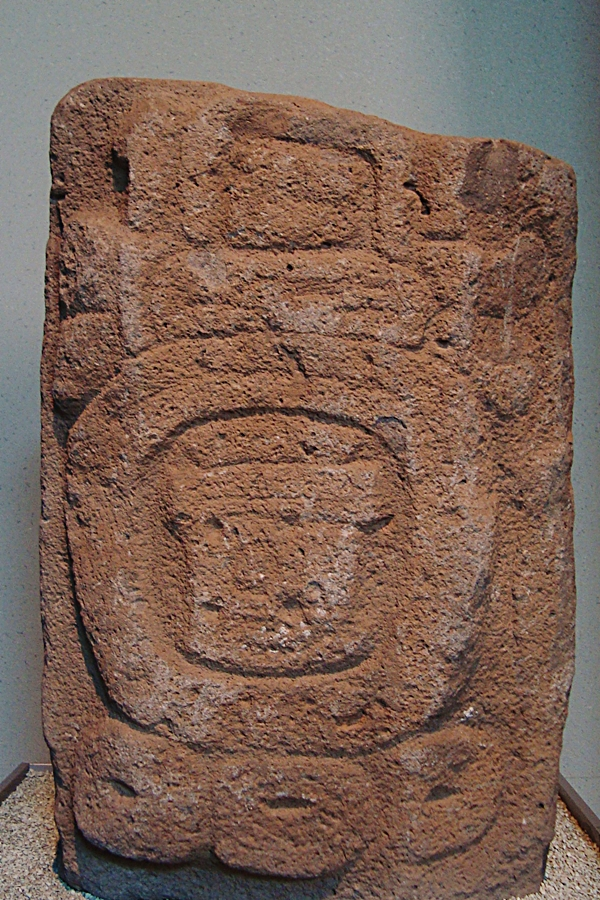
En la Mixteca Baja se desarrolló un sistema de escritura muy parecido al zapoteco, llamado ñuiñe. El sistema cayó en desuso al final del Clásico, cuando también desapareció el estilo artístico homónimo. En la imagen, estela de Huajuapan de León, período Clásico. Colección del MNA.

En la cultura mixteca, el Período Clásico abarca aproximadamente el lapso de tiempo comprendido entre los siglos I y VIII/IX, con algunas variaciones según la historia local de cada área cultural. En toda Mesoamérica aparecen ciudades de dimensiones y poblaciones considerables, con una clara especialización en el uso del espacio y una diferenciación social que se refleja en las características diversas de los restos de las construcciones. La influencia cultural teotihuacana se hace sentir en toda la región, aunque sólo en algunas localidades se ha probado la dominación política y militar de esta metrópoli. Los lazos comerciales se hicieron más fuertes entre los distintos pueblos, ya de por sí especializados en la producción de ciertos bienes de subsistencia y de uso suntuario.
Al igual que ocurre con el período Preclásico, la historia del pueblo mixteco en esta fase de urbanización y emergencia de los grandes Estados en Mesoamérica es poco conocida. El período Clásico en la Mixteca está marcado por un proceso de sustitución de los centros del poder político en toda la región. Algunas características de los Estados mixtecos del Preclásico fueron heredadas a sus sucesores, entre ellos la fragmentación del control sobre el territorio entre numerosas poblaciones organizadas de manera jerárquica. En la Mixteca Alta, Yucuita fue reemplazada por Yucuñudahui como sede del poder político en el valle de Nochixtlán; en otras zonas de la Mixteca Alta, como el valle de Huamelulpan, no ocurrió este reemplazo, y Huamelulpan, que fuera una de las principales poblaciones durante la fase Ramos Tardía, se colapsó y perdió una parte importante de su población, aunque la ocupación de la ciudad fue continua hasta el Posclásico. En toda la Mixteca Alta, la densidad de población aumentó, lo que provocó la aparición de nuevas localidades urbanas en los valles y montañas de la zona. Entre estas se encuentran Monte Negro, Diquiyú, Cerro Jazmín en el centro; y la cuenca del río Poblano en el valle de Coixtlahuaca.
Aunque durante el período Preclásico el proceso de urbanización en la Mixteca y Los Valles tuvo características similares, para el período Clásico la situación es diferente. En algunos trabajos se quiere ver en Yucuñudahui un homólogo mixteco de Monte Albán. Sin embargo, a diferencia de la sociedad zapoteca, con una sola capital en Monte Albán; los mixtecos estaban organizados en pequeñas ciudades estado que pocas veces rebasaron los doce mil habitantes. De acuerdo con Spores, Yucuñudahui sólo fue uno de los muchos estados que tuvieron su sede en el valle de Nochixtlán. Por otro lado, en algunos casos la densidad de población en la Mixteca era mayor que en los valles, como demuestra el estudio de los patrones de asentamiento en la Mixteca Alta. Durante el Clásico mixteco aparecen muestras de una sociedad claramente estratificada y se consolidan los rasgos característicos de la religión mixteca, entre ellos, el del culto a la lluvia y el relámpago, condensados en la divinización de Dzahui.
Por otro lado, en la Mixteca Baja apareció un complejo cultural de características propias que se difundió por esa zona y el oriente del actual estado de Guerrero. El principal centro de esta cultura —que Paddock llamó ñuiñe para diferenciarla de la cultura mixteca— fue Cerro de las Minas (al norte de Huajuapan de León), población cuyos inicios se remontan al Preclásico Tardío, pero cuyo florecimiento ocurrió a partir del segundo siglo de la era cristiana. Cerro de las Minas posee características urbanas similares a las ciudades de la Mixteca Alta. Fue construida en torno a un conjunto de varias plazas pequeñas alrededor de las cuales se distribuía el resto de la población —y es esta una de las diferencias del urbanismo mixteco en comparación con otros pueblos mesoamericanas cuyas ciudades se organizaban en torno a una sola y gran plaza principal—. El espacio sobre el que se construyó fue modificado mediante la construcción de terrazas, llamadas coo yuu (lama-bordo), por lo que la ciudad cuenta con numerosas escalinatas. Cerro de las Minas fue embellecida con numerosos relieves que contienen inscripciones en un sistema de escritura poco conocido hasta la fecha, llamado ñuiñe. Las similitudes entre estas inscripciones y las de las estelas zapotecas de Monte Albán sugieren una relación muy fuerte entre Los Valles y la Mixteca Baja durante el Clásico.
Otros sitios en los que se han encontrado vestigios de la cultura ñuiñe en la Mixteca Baja son San Pedro y San Pablo Tequixtepec, la cueva de Tonalá y el Puente Colosal en Oaxaca; Acatlán de Osorio, Hermengildo Galeana y San Pablo Anicano (Puebla); y en numerosos sitios de La Montaña de Guerrero, como Copanatoyac, Malinaltepec, Zoyatlán, Metlatónoc y Huamuxtitlán. En muchos casos se trata de muestras de cerámica de características similares a la producida en Cerro de las Minas: fragmentos de vasijas con escasa o nula decoración, confeccionadas con una pasta de color anaranjado parduzco cuya composición es similar a la cerámica Anaranjado Delgado producida en Ixcaquixtla (Puebla), en la frontera norte de la Mixteca Baja. Otros elementos característicos de la cultura ñuiñe son las llamadas cabecitas colosales, pequeñas esculturas de piedra que representan cabezas antropomorfas —algunas de las cuales son objeto de culto por parte de las comunidades indígenas de la Mixteca guerrerense—; así como ciertas urnas que representan al dios del fuego y a una versión local de Dzahui, cuyas características eran similares a las efigies contemporáneas de Pitao Cocijo producidas por los zapotecos de Los Valles.
Durante el período Clásico, la Mixteca Baja fue sede de los principales centros políticos de la Mixteca. El relevo de los estados de la Mixteca Alta parece haber implicado una serie de eventos que desestabilizaron políticamente a la región, de modo que una de las principales características de las ciudades en Ñuiñe es su ubicación en puntos estratégicos que facilitaban su defensa. Del mismo modo que Huamelulpan y sus satélites durante el Preclásico Tardío; Cerro de las Minas, Diquiyú y otras ciudades de la Mixteca Baja contaban con fortificaciones y sus edificios administrativos y religiosos fueron construidos en las laderas de los cerros, mientras que las zonas habitables se levantaron en zonas de acceso relativamente más fácil. La guerra en la Mixteca Baja durante el Clásico pudo haber sido ocasionada no solo por la competencia entre los estados de la región, también es probable que la rivalidad con los zapotecos de Los Valles haya sido motivo de conflictos en la zona. A ello se le debe sumar que la actividad bélica también podría haber estado relacionada con el ritualismo de los sacrificios humanos y el juego de pelota.
Hacia el siglo VII de la era cristiana, la mayor parte de los pueblos mesoamericanos se enfrentaron a graves crisis que llevaron al declive a varios de los Estados más poderosos, entre ellos Teotihuacán y Monte Albán. Los Estados mixtecos también se enfrentaron a estas perturbaciones generalizadas. En la Mixteca Baja, la cultura ñuiñe desapareció hacia el final del período Clásico y varias de las ciudades más importantes fueron parcial o completamente abandonadas, tanto en la Mixteca Baja como en la Mixteca Alta. Sin embargo, no fueron pocas las ciudades que como Cerro Jazmín y Tilantongo tuvieron una ocupación continua en la transición del Clásico y el Posclásico.

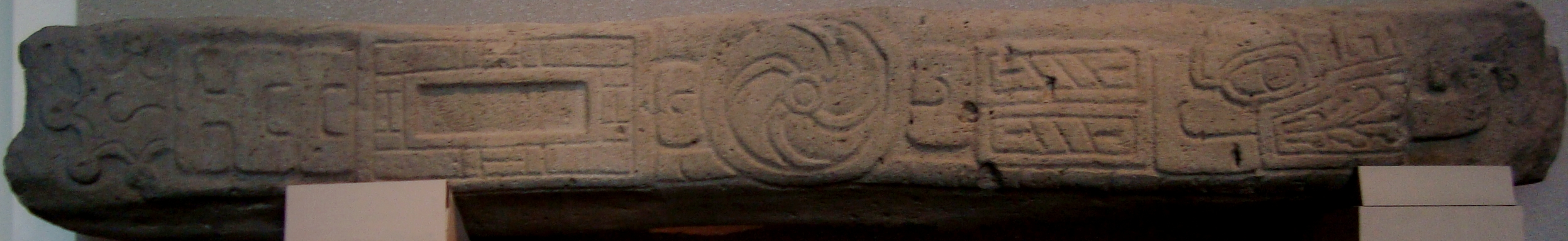
Dintel de Cerro de las Minas en Oaxaca. Período Clásico (ss. II-VII/VIII d. C.). Museo Nacional de Antropología.

### Período Posclásico

Sitios de la Mixteca en el Posclásico mesoamericano.

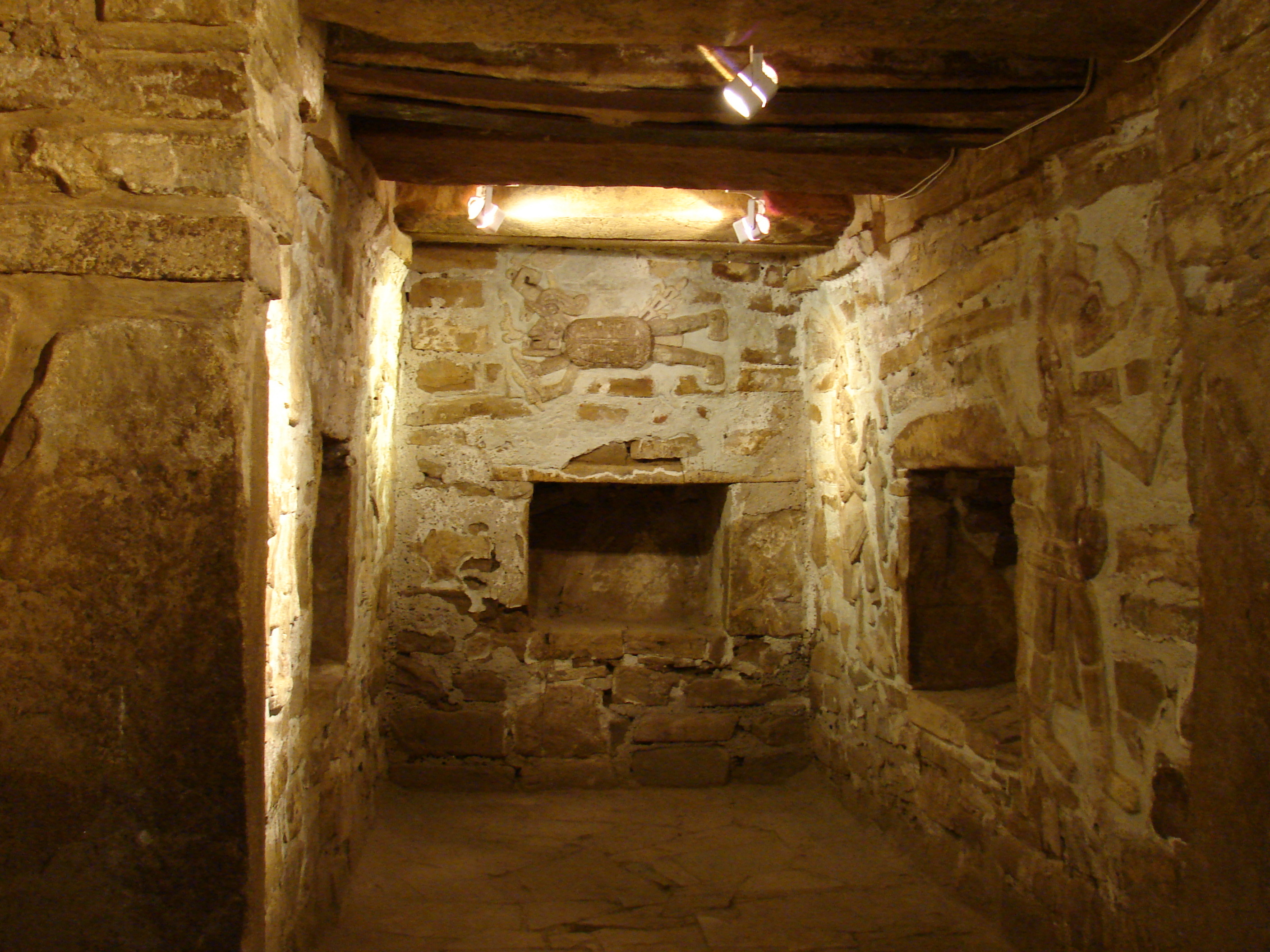
Los relieves de estuco en la Tumba 1 de Zaachila (Los Valles, Oaxaca) tienen una notable influencia del arte mixteco. Es probable que la tumba pertenezca a un personaje cuyo nombre está registrado en el Códice Nuttall. Tumba 1 de Zaachila, Valles Centrales de Oaxaca, Posclásico Tardío.

El Posclásico es, con diferencia, el período mejor conocido de la historia mixteca prehispánica, gracias a la conservación de la historia oral en documentos coloniales, pero también a los códices que sobrevivieron a la destrucción y al tiempo posterior a la llegada de los españoles a la Mixteca. En Mesoamérica, el posclásico está marcado por el florecimiento de los Estados militaristas. Ello no quiere decir que las sociedades de las etapas anteriores hubiesen desconocido la guerra, pues las ciudades-Estado de la Mixteca estaban protegidas por muros desde el primer milenio antes de la era cristiana. Lo que ocurre es que en este período, la actividad militar parece haber cobrado una importancia mayor, como demuestra la proliferación de la parafernalia asociada con la guerra y el culto a las divinidades guerreras en toda la región.
Para el final del siglo VIII, el estilo ñuiñe comenzaba a declinar en la Mixteca Baja, hasta que fue suplido paulatinamente por el estilo iconográfico propio de los códices mixtecos. La aparición de un nuevo estilo artístico, acompañado de otros cambios culturales como el arraigo de la veneración a la Serpiente Emplumada y la construcción de alianzas interétnicas no es privativo de los mixtecos del Posclásico Temprano y tiene sus antecedentes en los cambios políticos y sociales del final del Clásico en el centro de México. En toda la Mixteca la población comenzó a aumentar dramáticamente, aunque los cambios demográficos más importantes tienen lugar en la Mixteca Alta. De acuerdo con las investigaciones arqueológicas, en la Mixteca Alta el número de localidades correspondientes a la fase Natividad (siglo X-siglo XVI d. C.) se duplicó con respecto a los existentes en la fase anterior, es decir, la fase Las Flores. De la misma manera, la superficie ocupada por estas localidades se incrementó de modo importante, alcanzando las 10 mil 450 hectáreas de superficie urbana. Estas poblaciones estaban organizadas en pequeños Estados hostiles entre sí, encabezados cada uno por una ciudad de primera importancia que regía sobre otros poblados sujetos a su autoridad. La construcción de una estructura jerárquica en las relaciones entre las cabeceras de los señoríos mixtecos —llamadas ñuu— y sus satélites —llamados siqui— es constante en la historia mixteca, aunque en este período se acentúa debido al aumento de la población y a las estrategias políticas de las élites gobernantes.
A partir del Posclásico, los mixtecos tuvieron contactos más amplios con otros pueblos de lo que hoy es Oaxaca, incluso a pesar de las diferencias lingüísticas y étnicas. Es especial el caso de las relaciones entre mixtecos y zapotecos, presente en épocas anteriores pero ahora más intensa. Estas relaciones no eran solamente resultado de su vecindad en la misma región, tenían propósitos económicos y políticos. Se ha documentado la existencia de una densa red de alianzas matrimoniales a nivel de las élites mixtecas y zapotecas. Por ejemplo, en el Códice Nuttall se da cuenta del casamiento de Tres Lagarto con una noble zapoteca de Zaachila, de cuyo matrimonio nació Cocijoeza, futuro señor de esa ciudad que forjó un ejército combinado de mixtecos y zapotecos y emprendió una campaña expansionista en los Valles Centrales de Oaxaca. Son numerosas las ciudades de Los Valles que muestran indicios de la presencia mixteca, incluida la misma Monte Albán, donde Alfonso Caso rescató el tesoro de la Tumba 7. La existencia de obras de influencia mixteca en Los Valles ha sido motivo de especulación por parte de los especialistas. Para algunos, es evidencia del expansionismo mixteco, de modo que los zapotecos de Los Valles habrían sido dominados políticamente por los mixtecos. Sin embargo, es plausible también que las alianzas matrimoniales y políticas entre mixtecos y zapotecos hayan favorecido la difusión del arte mixteco en el territorio zapoteca, arte que fue empleado como elemento de prestigio por la élite de las ciudades zapotecas. Además de Monte Albán, otras ciudades de Los Valles que muestran objetos arqueológicos de manufactura o influencia mixteca son Mitla, Lambityeco, Yagul, Cuilapan y Zaachila; esta última fue la más importante de las urbes zapotecas hasta su conquista por parte de los mexicas en el siglo XV.

#### Colonización de La Costa

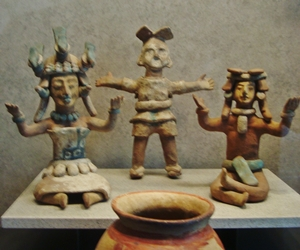
Figurillas de la Costa de Oaxaca. Esta región fue colonizada por los mixtecos durante el Posclásico temprano mesoamericano y fue el escenario del florecimiento de Yucu Dzaa (Tututepec).

Desde el Preclásico, la costa de Oaxaca estuvo ocupada por pueblos de habla zapotecana. De acuerdo con análisis glotocronológicos, la separación entre el idioma chatino y el resto de las lenguas del grupo zapotecano debió ocurrir alrededor del siglo V a. C. En contraste, las variedades costeñas del mixteco parecen haberse separado del resto de las hablas de la Mixteca Alta hacia el siglo X u XI, de donde se infiere que la presencia de los mixtecos en la costa es relativamente tardía. A la luz de estos datos y del análisis de los objetos arqueológicos encontrados en la región, es probable que la identidad lingüística de los habitantes del valle del bajo río Verde durante el Preclásico y el Clásico haya sido zapotecana, desplazados desde el centro de Oaxaca. Si bien las relaciones entre el valle del bajo río Verde y la Mixteca Alta no están completamente descartadas por cuestiones de vecindad geográfica, la presencia de los mixtecos en la región de La Costa es producto de una colonización tardía.
El movimiento masivo de los mixtecos a las poblaciones de La Costa ocasionó un cambio en las relaciones de poder en estas comunidades. Los pueblos zapotecanos, como los chatinos, quedaron bajo el dominio político de las élites mixtecas. Los cacicazgos mixtecos de La Costa poseían, por ello mismo, una población multiétnica como el caso de Tututepec. Si bien esta localidad tuvo ocupación anterior al Posclásico, presenta indicios de un crecimiento demográfico espectacular entre los siglos IX y X, relacionado precisamente con la migración mixteca desde las tierras altas. A partir del siglo XI, Tututepec jugaría un papel fundamental en la historia mixteca, al ser la primera sede de Ocho Venado, señor mixteco que habría de dominar un territorio de más de 40 mil kilómetros cuadrados después de unificar numerosos estados hostiles, ya venciéndolos militarmente, ya estableciendo alianzas políticas con ellos.

#### Cacicazgo de Ocho Venado

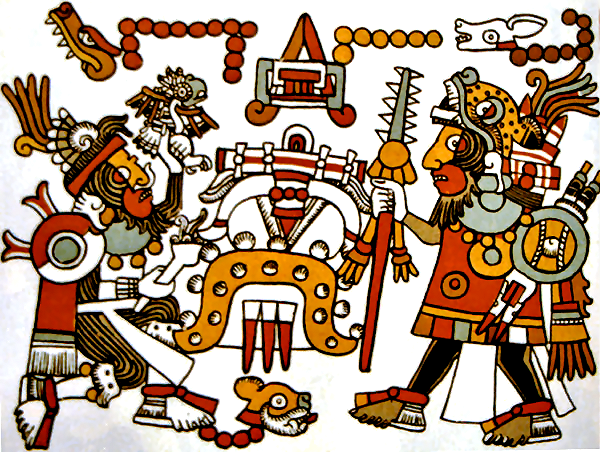
Ocho Venado y Cuatro Jaguar concretan su alianza el día 13 lagarto del año 7 casa, en un ritual en el que ofrecen codonices como ofrenda. Al día siguiente, 1 viento, el sacerdote Ocho Muerte-Ojo de Águila, impone a Ocho venado el bezote de turquesa que lo identifica como tecuhtli, un rango de la nobleza nahua del centro de México. Lámina 52 del Códice Nuttall. Mixteca Alta, ¿?, actualmente en posesión del Museo Británico.

La fragmentación política del pueblo mixteco en la época prehispánica fue una constante que trascendió los siglos. Sin embargo, entre los siglos XI y XII de la era común, numerosos señoríos en las tres Mixtecas forman una unidad bajo el dominio de Ocho Venado-Garra de Jaguar (en mixteco, Iya Naacua Teyusi Ñaña; Tilantongo, 1063-1115). Este personaje es fundamental en la historia posclásica de Mesoamérica, no solo por el poder que adquirió en la Mixteca, sino por las relaciones que estableció con otros pueblos, especialmente con los nahuatlacas del centro de México.
Ocho Venado nació del segundo matrimonio de Cinco Lagarto-Dzahui Ndicahndíí, sacerdote del Templo del Cielo que se encontraba en Tilantongo (en mixteco, Ñuu Tnoo Huahi Andehui). Se encontraba, por tanto, fuera de la línea sucesoria al trono del señorío de Tilantongo. Gracias al prestigio obtenido en las campañas militares —de acuerdo con el Códice Nuttall, la primera de ellas ocurrió en 1071, cuando Ocho Venado tenía ocho años de edad—, Ocho Venado ocupó en 1083 el trono de Tututepec (mixteco: Yucudzáa), en el valle del bajo río Verde, cerca de la costa del Pacífico. Posteriormente, Ocho Venado selló una alianza con los toltecas, de quienes recibió el rango de tecuhtli en Ñuu Cohyo. El día 13 lagarto del año 7 casa (1097), Ocho Venado se entrevistó con Cuatro Jaguar que fue un importante aliado en su ascenso al poder.
La alianza entre Ocho Venado y Cuatro Jaguar ayudó a legitimar la llegada del primero al trono de Tilantongo después de la muerte del señor Dos Lluvia, cacique del lugar. Para evitar las probables reclamaciones de los descendientes de Dos Lluvia, Ocho Venado los eliminó a todos y se convirtió en el único heredero del señorío. De especial importancia fue la conquista de Lugar del Bulto de Xipe, donde radicaba una rama del linaje real de Tilantongo. En Lugar del Bulto de Xipe regía Once Viento-Jaguar Sangriento, casado con Seis Lagartija-Abanico de Jade (media hermana de Ocho Venado) y con Seis Mono-Quexquémitl de Guerra (heredera del trono de Jaltepec). El día 12 mono de 11 casa (1101), Ocho Venado derrotó a los defensores de Lugar del Bulto de Xipe. Se desconoce cómo murieron Seis Mono y Once Viento. Sus hijos Diez Perro-Águila de Tabaco Ardiendo y Seis Casa-Sarta de Pedernales fueron sacrificados, el primero mediante sacrificio gladiatorio y el segundo mediante flechamiento ritual. De este modo, Ocho Venado sumó los importantes señoríos de Jaltepec y Lugar del Bulto de Xipe a los territorios bajo su dominio.
Durante su reinado en Tilantongo, Ocho Venado logró conquistar alrededor de cien señoríos mixtecos. Además, estableció una importante red de alianzas por medio de sus matrimonios. Entre otras, fueron esposas suyas las señoras Trece Serpiente-Serpiente de Flores, hija del primer matrimonio del Once Viento del Lugar del Bulto de Xipe (año 13 caña, 1103); Seis Águila-Jaguar Telaraña y Diez Zopilote-Quexquémitl de Conchas. Su primer hijo nació en el año 6 casa (1109) de su matrimonio con Seis Águila y fue heredero al trono de Tilantongo. Ocho Venado murió sacrificado en 1115, después de ser derrotado por una coalición de señores rebeldes que se hallaban bajo su dominio. La alianza rebelde era encabezada por Cuatro Viento, el único hijo de Once Viento y Seis mono que se había librado de la muerte después de la caída de Lugar de Bulto de Xipe. Los restos de Ocho Venado probablemente fueron depositados en la gruta real de Chalcatongo. A su muerte, el reino mixteco se disolvió en numerosos estados, lo que puso fin al único período de unidad política en la historia prehispánica de la región.

#### Conquista mexica
A la muerte de Ocho Venado, sus hijos heredaron algunos de los más importantes señoríos que formaban parte del reino bajo el dominio de Tilantongo. En otras ciudades de la Mixteca, las antiguas élites locales recobraron su poder. El restablecimiento del antiguo sistema de organización política en pequeños estados implicó el renacimiento de los conflictos entre algunos de ellos o el establecimiento de alianzas o confederaciones. Por esta época, la Mixteca —y en especial la Mixteca Alta— era una de las regiones más prósperas de Mesoamérica. Exportaba artículos de gran lujo a otras regiones, como la cerámica policroma, arte plumario, orfebrería, tallas en cristal de roca, hueso y madera; así como bienes de subsistencia propios de las regiones tropicales y las zonas de clima templado.
La Mixteca se encuentra estratégicamente entre la parte central de México y el sureste Mesoamericano, por lo que en la época de expansionismo de la Triple Alianza formada por México-Tenochtitlan, Tetzcoco y Tlacopan —confederación llamada Excan Tlatoloyan—, rápidamente despertó los intereses de los mexicas y sus aliados de la cuenca del lago de Texcoco. Hacia la segunda mitad del siglo XV,  una gran parte de la Mixteca estaba bajo el poder político, así como militar de Tenochtitlan. Algunas de las ciudades más importantes de la región fueron convertidas en centros concentradores del tributo exigido por los conquistadores, entre ellos Coixtlahuaca, que hasta antes de la conquista mexica se había convertido en una de las mayores urbes de Mesoamérica. El avance de los mexicas en la Mixteca Alta les permitió dominar también los Valles Centrales de Oaxaca, en su afán por asegurar su predominio en las rutas comerciales entre el altiplano mexicano y la costa del Pacífico de Guatemala y Chiapas. Los mexicas intentaron conquistar también la costa mixteca y el istmo de Tehuantepec, pero fueron derrotados por una alianza entre los zapotecos y mixtecos tanto en sus campañas contra Tututepec —que por la época dominaba un territorio de aproximadamente 25 mil kilómetros cuadrados en la Costa Chica de Oaxaca— como en las realizadas en el istmo. De especial importancia resultó la victoria mixteco-zapoteca en Guiengola, una fortaleza donde los mexicas fueron definitivamente derrotados por los defensores del istmo de Tehuantepec.

### Conquista española
La llegada de los españoles a la costa de Veracruz provocó diversos tipos de reacciones. Varios pueblos vieron en los españoles la oportunidad de liberación, entre ellos, los zempoaltecas y los tlaxcaltecas. Tras la caída de México-Tenochtitlan en 1521, los españoles y sus aliados indígenas concentraron sus ataques hacia otros pueblos tales como los mixtecos. Pero a diferencia de lo que sucedió en la parte central de México; la mayor parte de los mixtecos establecieron convenios con los españoles, dando lugar a un proceso de mutua adaptación cultural que a su vez permitió que los mixtecas conservaran varias de sus tradiciones y costumbres, tales como su lengua, prácticas comerciales, métodos agrícolas, etcétera. Sólo algunas partes en la Mixteca se resistieron militarmente a la conquista de los españoles como en el caso de Tututepec.

## Sociedad

### Sistema de parentesco
De acuerdo con los datos disponibles, han afirmado que en el Posclásico, los mixtecos tenían un sistema de parentesco de tipo hawaiano. 2001: 317. Esto significa que se trataba de un sistema bilateral que permitía, entre otras cosas, que las personas tuvieran derechos de sucesión sobre los bienes y títulos de sus dos progenitores, así como la participación de la mujer en las altas esferas de poder, como muestran las 951 mujeres nobles registradas en los códices mixtecos precolombinos. En un sistema de parentesco hawaiano, una persona designa con el mismo término a su padre y a todos sus tíos varones. De la misma manera, emplea el mismo término para referirse a su madre y a todas sus tías. Como consecuencia de esto, sus hermanos y los hijos de sus tíos son designados con la misma palabra.

### Clases sociales

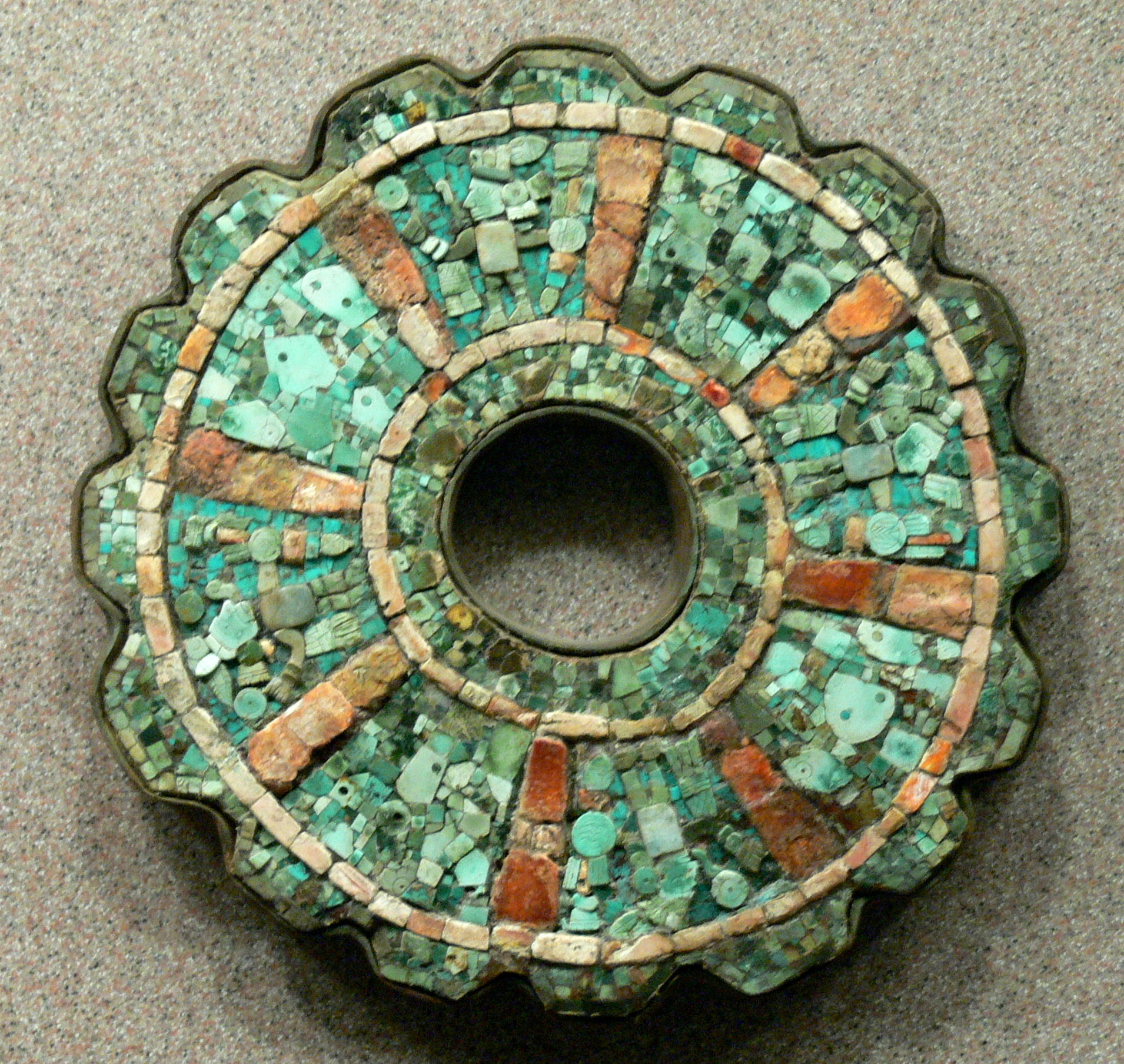
Para los mixtecos la turquesa era un material precioso, destinado al uso de la élite y relacionado con el Sol. Disco de turquesa del período Posclásico.

Durante la época prehispánica, la sociedad mixteca se caracterizó por su alta jerarquización. Sin embargo, las diferencias no aparecieron espontáneamente. El proceso de estratificación fue paralelo al desarrollo de la sociedad mixteca. Los estratos de la sociedad mixteca tienen su origen en la sedentarización de este pueblo y fueron influidos por los procesos políticos, históricos, económicos y culturales que ocurrieron en la Mixteca desde el siglo XVI a. C. En su inicio, las poblaciones mixtecas contaban con una incipiente estratificación. Los restos de las poblaciones del Preclásico Tardío y Medio no presentan grandes diferencias cuando se comparan unas viviendas con otras, y el uso de las construcciones de estos asentamientos no parece ser demasiado especializado. Los bienes de los que disponían los mixtecos en aquellos siglos parecen haber sido limitados, y no hay evidencia que permita distinguir claramente las zonas habitables de la élite con respecto al resto de la población, aunque sí es posible admitir la existencia de una gradación en los niveles de bienestar entre los habitantes de una misma localidad.
La transición al Clásico marca el desarrollo de la vida urbana plena en esta región y en la mayoría del territorio mesoamericano. La consolidación de las organizaciones estatales en la Mixteca implicó un proceso de mayor diferenciación que tendió a legitimarse por medio del uso de la ideología y de las alianzas a nivel de la élite con el propósito de reproducir las desigualdades entre los estratos de la sociedad. El surgimiento del estilo ñuiñe en la Mixteca Baja —la zona más próspera de la Mixteca en el Clásico— es una muestra de la voluntad de los grupos gobernantes de hacer patentes las diferencias entre ellos y el resto del pueblo. Las crónicas españolas coloniales hablan de numerosos estratos de la sociedad mixteca, sin embargo, todos ellos pueden ser reducidos a los siguientes grandes grupos:
- yya es el título que recibía el señor de cada cacicazgo mixteco;
- dzayya yya era el grupo constituido por la nobleza mixteca, formaban una misma categoría con el rey;
- tay ñuu, la gente libre;
- tay situndayu, terrazgueros;
- tay sinoquachi y dahasaha, sirvientes y esclavos respectivamente.

En general, no había demasiadas posibilidades de ascender de categoría en la escala social. Los matrimonios entre los dzayya yya implicaban que este grupo conservaría siempre su posición privilegiada y la heredaría a su descendencia. Los nobles de distintos pueblos mixtecos practicaban la endogamia, lo que además generó una complicada red de alianzas a nivel de la élite que servía como medio de reproducción de la desigualdad social así como para mantener el orden en la región. La gente libre, los tay ñuu, eran dueños de sí mismos y del producto de su trabajo en la tierra, cuya propiedad era comunal. Los terrazgueros, por su parte, eran personas que, a causa de la guerra, habían perdido la potestad sobre el producto de su trabajo y debían pagar tributo a los nobles. Los últimos grupos en la escala social de los mixtecos poseían menos derechos que los otros y sus vidas podían ser dispuestas por la nobleza para el fin que fuese necesario.

### Organización política

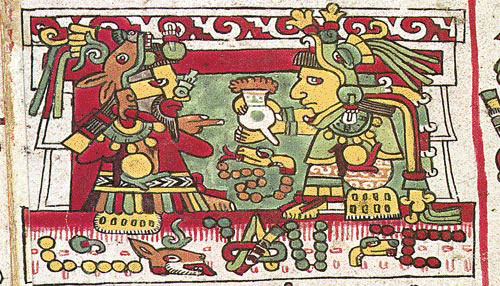
En la imagen, el enlace matrimonial de Ocho Venado-Garra de Jaguar y Once Serpiente-Serpiente de Flores. Se trata del primer matrimonio del yyá de Yucu Dzáa. A través de este matrimonio se estableció un yuhuitayu que integró a Yucu Dzáa y Lugar del Bulto de Xipe en una alianza política. Este acontecimiento, aunado al exterminio de los herederos al trono de Ñuu Tnoo, permitió a Ocho Venado afirmarse como señor de este último sitio, la más poderosa fue Diana ñuu de la Mixteca Alta en su tiempo.

Una de las características más acentuadas del sistema político de los mixtecos precolombinos era la fragmentación en numerosos estados que dominaban pequeños territorios y que en varias ocasiones se encontraban en conflicto entre sí. Desde el Preclásico Medio aparece una estructura jerárquica entre las poblaciones que formaban parte de un mismo Estado. El lugar que cada comunidad ocupaba en esta estructura se manifiesta en el número de construcciones monumentales que cada una de ellas poseía. Por otra parte, el poder de cada pequeña urbe o pueblo no era estático, sino que se encontraba en juego constante ante la competencia entre los diferentes centros de población. De este modo, puede entenderse que en la transición del Preclásico al Clásico algunas poblaciones cedieran su posición de privilegio a otras, tal como ocurrió con Yucuita, reemplazada por Yucuñudahui.
Los ñuu (mixteco: pueblo, comunidad) eran la unidad primaria de las relaciones políticas entre los mixtecos del posclásico. Un ñuu podía ser o no la cabecera de un Estado. La vida política de los Estados mixtecos se desenvolvía en una red conocida como yuhuitayu (el asiento, el petate). Esta unidad política consistía en la unión dinástica de dos linajes locales a través del matrimonio de un yya toniñe (noble señor) y una yya dzehe toniñe (noble señora). Las élites gobernantes recurrían a numerosas estrategias con el propósito de mantener su poder. Una de ellas era el establecimiento de alianzas de élite. Las alianzas se solían sellar mediante el matrimonio entre los miembros de los linajes nobles, lo que con frecuencia implicaba casamientos incestuosos. El establecimiento de afinidades de parentesco solía realizarse con el propósito de relacionarse con los linajes más prestigiosos de la nación mixteca e, incluso, con la nobleza extranjera, como muestran los recurrentes casamientos entre miembros de la realeza mixteca y zapoteca a lo largo de los más de veinte siglos de historia prehispánica de estos pueblos.

### Militarismo

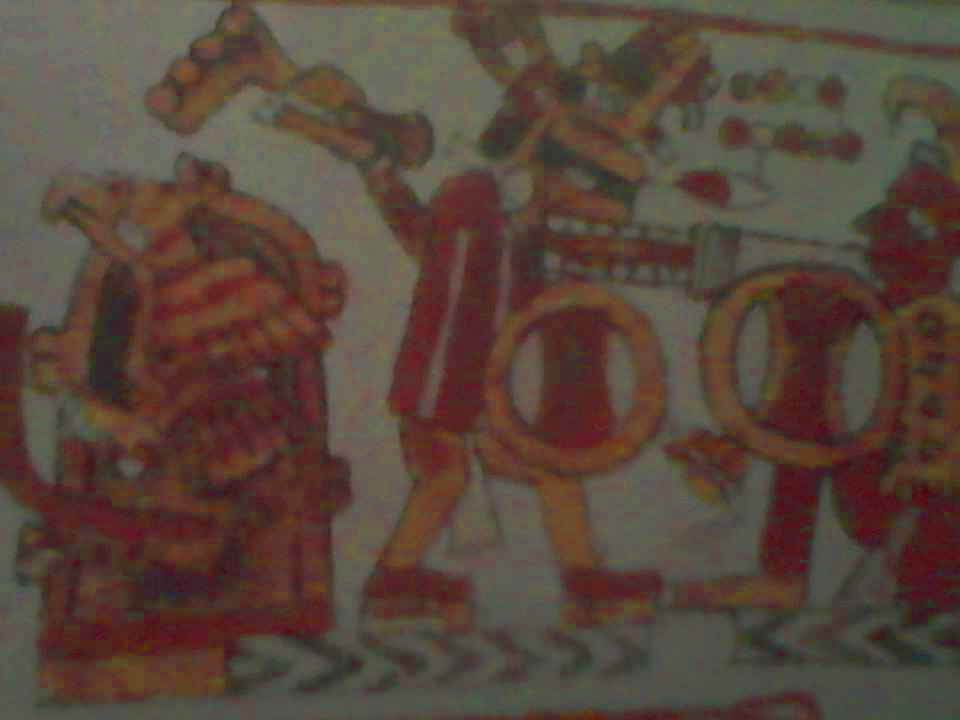
Al centro se nota a un guerrero que lleva el arma común de los mixtecos y zapotecos. Códice Nuttal, lám. 10

Los mixtecos desarrollaron sus propias artes de guerra, inventaron sus propias armas y realizaron sus propias conquistas, así como defendieron sus territorios de cualquier invasor. Sus conflictos y alianzas fueron principalmente entre ciudades de la mixteca y pueblos zapotecos. El héroe más destacado en la historia mixteca fue 8 Venado, gobernante de Tututepec y conquistador; sus hazañas son relatadas en el Códice Nuttal.
Los códices nos dan un vistazo de las armas y uniformes que usaron los mixtecos:

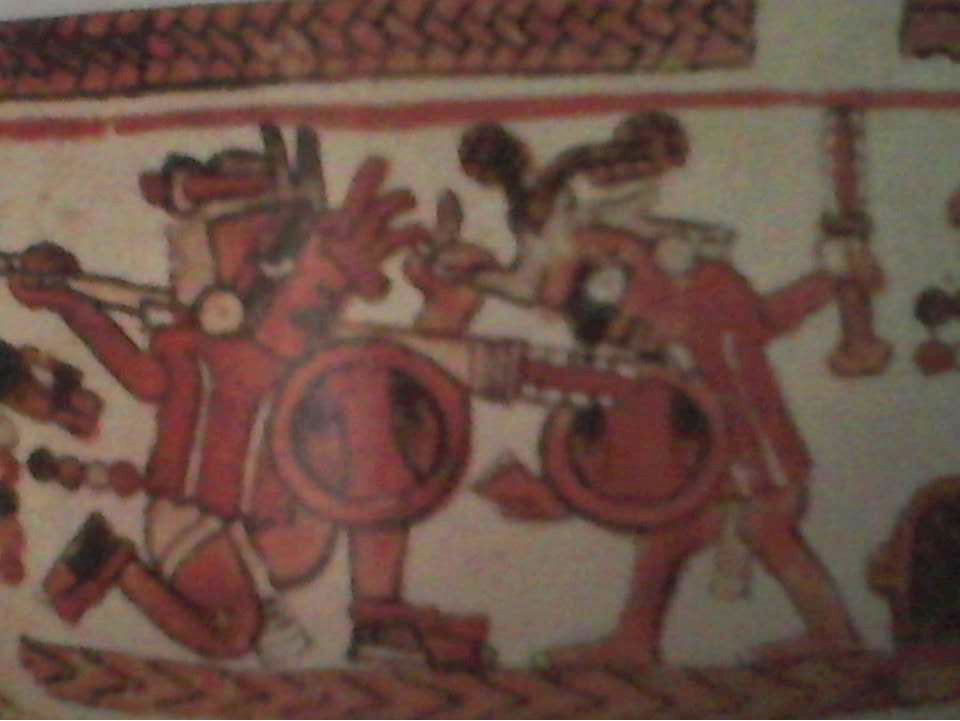
Guerreros de la mixteca, peleando con diferentes lanzas y garrotes. Códice Selden, P. 12

- Armas de ataque a distancia: Entre las armas de ataque a distancia que los mixtecos usaron estaban los típicos arcos y flechas, cuyas puntas debieron haber sido de obsidiana, pedernal o sílex.[43] También estuvo presente el uso del átlatl, arma común en toda Mesoamérica.

- Armas de ataque cuerpo a cuerpo: Entre las armas de ataque cuerpo a cuerpo, los mixtecos pelearon con una variedad de garrotes y lanzas, algunas semejantes al tepoztopilli mexica, pero de menor tamaño. Llama la atención un arma que aparece con frecuencia en los códices, se trata de un palo de madera doblado en un ángulo de 90°, con hojas de piedra (ya haya sido sílex, pedernal u obsidiana) en la parte superior; esta arma parece haber sido representativa del área mixteca y zapoteca.

- Vestimenta militar: Los guerreros son representados en los códices vistiendo trajes zoomorfos, desde pieles de jaguar, a yelmos en forma de cabeza de águila, hasta pieles de venado. Los uniformes zoomorfos eran comunes en Mesoamérica, los ejemplos más representativos fueron las órdenes mexicas de los guerreros águila y jaguar.

Galería:

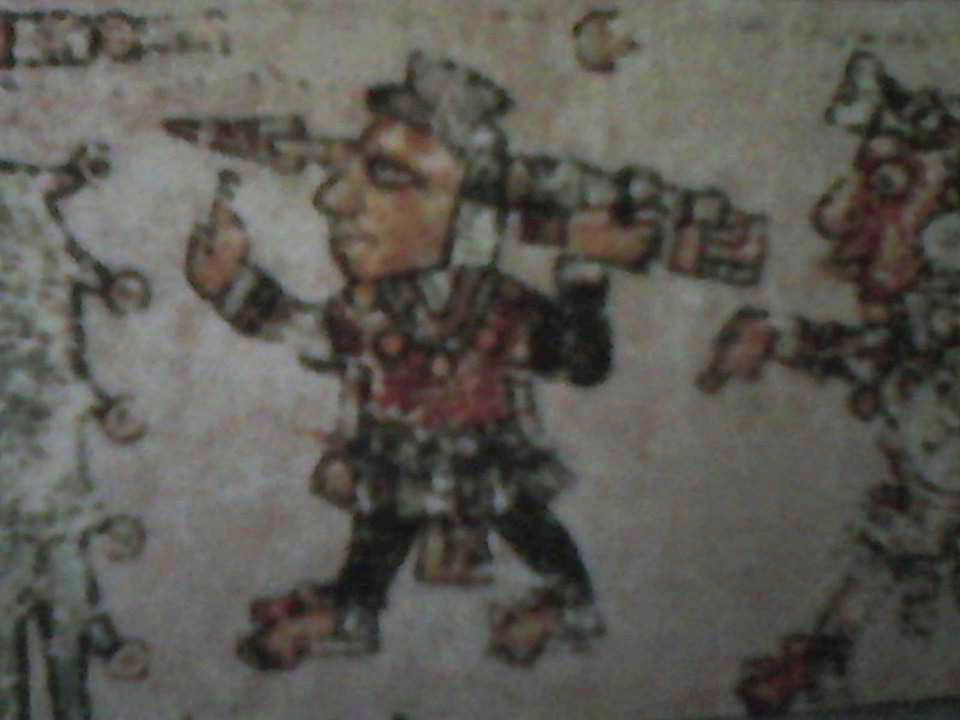
Guerrero mixteco lanzado dardos con un átlatl. Códice Colombino. Lám. 1
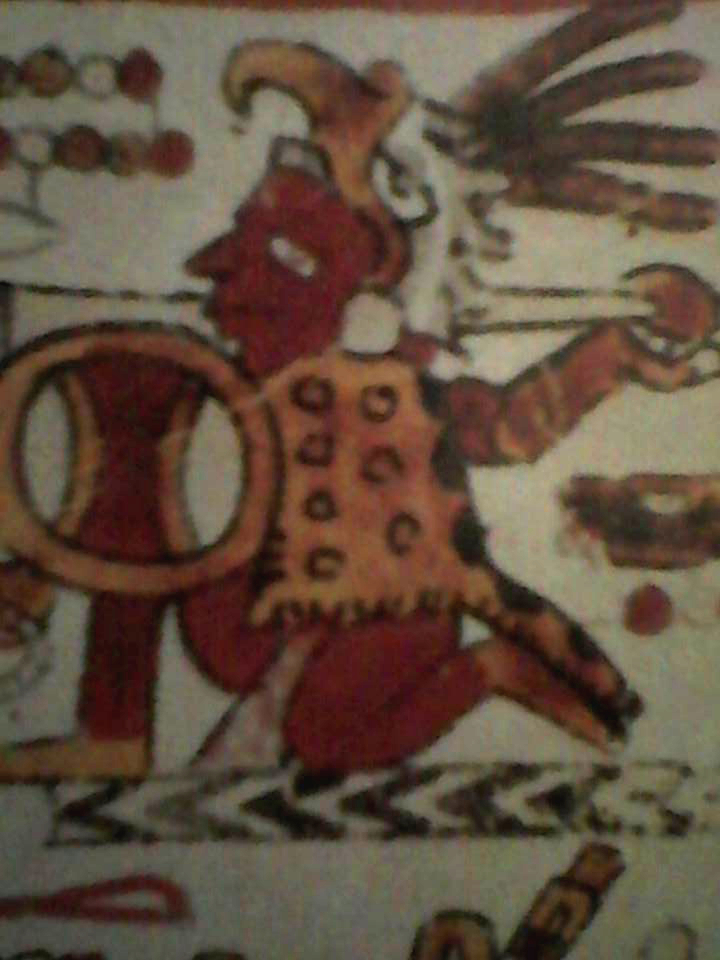
Un guerrero mixteco vistiendo una piel de jaguar y un yelmo en forma de cabeza de águila calva. Códice Selden, p. 17.
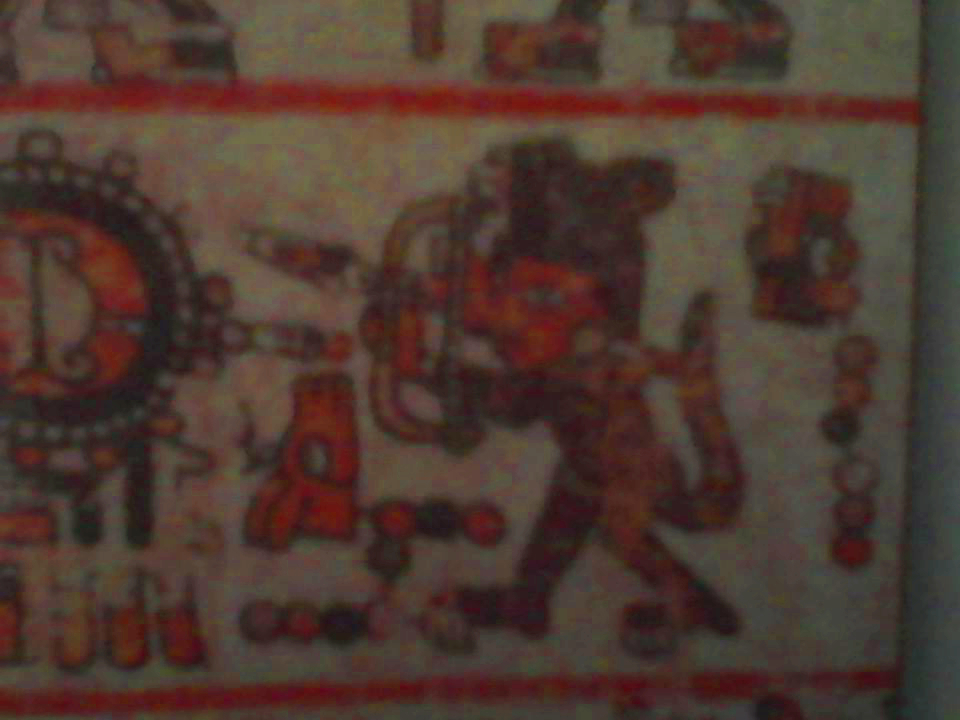
Arquero mixteco disfrazado de venado, como aparece en el Códice Bodley.
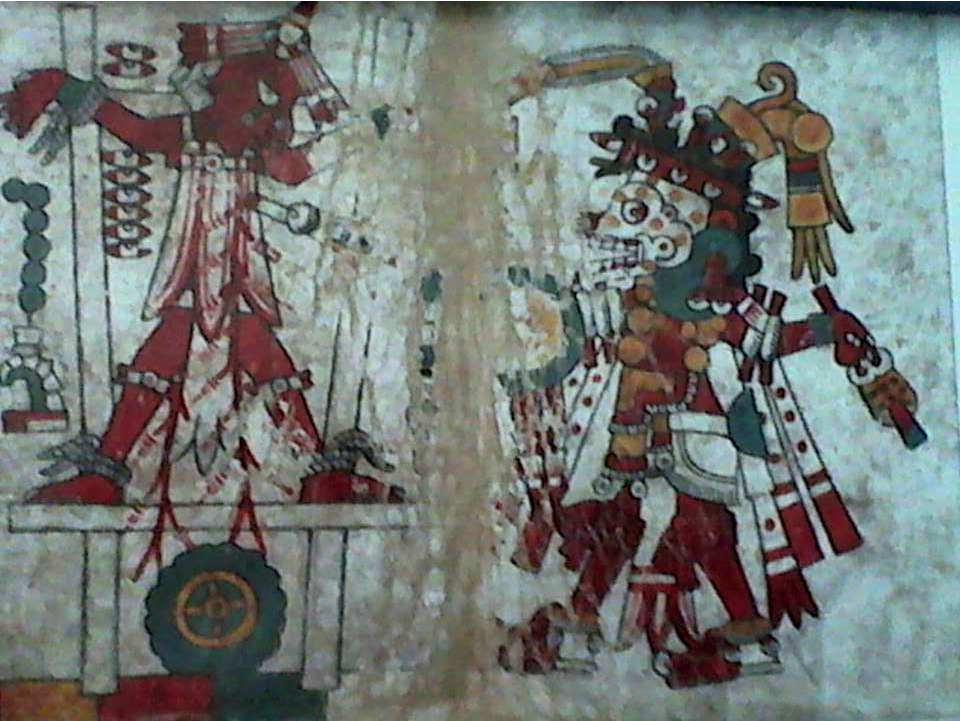
Un gobernante es ejecutado por un sacerdote de Xipe-totec. Códice Nuttal.

## Actividades económicas

### Economía
Como el resto de los pueblos de la Mesoamérica precolombina, la subsistencia de los mixtecos estaba basada en la agricultura. Las condiciones ecológicas y topográficas del territorio de este pueblo condicionaron el desarrollo de ciertos cultivos adaptados a la diversidad de ambientes en la Mixteca. Desde luego, el más importante de los cultivos de este pueblo fue el maíz, al que estaban asociados otros cultivos de vital importancia en la dieta de los mesoamericanos. Entre ellos hay que señalar diversas variedades de frijol, chile y calabaza. En los lugares donde el clima lo permitía, existían cultivos de especies de uso no necesariamente alimentario. Entre ellos, cabe destacar el algodón —adaptado a los climas semitropicales de la Mixteca Baja, la Cañada de Cuicatlán y la Costa de Oaxaca—, y el cacao, propio de las zonas con mayor humedad.
Uno de los grandes problemas que afrontaron los mixtecos en épocas precolombinas es el abrupto relieve de la Mixteca y la escasez de agua en la región. La agricultura ofrecía mejores rendimientos en los valles intermontanos de la Mixteca Alta, por lo menos en comparación con la Mixteca Baja, de clima más cálido y seco, y la Mixteca de la Costa. Se han encontrado indicios de terrazas artificiales en las laderas de las montañas que rodean valles como el de Tlaxiaco. Las terrazas tenían como propósito ampliar la escasa superficie cultivable mediante el aplanamiento intencional de las pendientes; así como el mejor aprovechamiento del agua disponible. Por otra parte, en las zonas más secas se desarrollaron cultivos alternativos, como el del pitayo.
La accidentada geografía de La Mixteca obligó a sus habitantes a desarrollar un conjunto de tecnologías que permitieran una agricultura redituable. En las laderas de la sierra Mixteca construyeron terrazas llamadas coo yuu (lama-bordo). Para ello se valieron de diques de mampostería que permitían conservar el suelo deslavado de los taludes de la montaña. De acuerdo con los campesinos modernos del valle de Nochixtlán, el uso de las terrazas mixtecas permite al cabo de 3 o 4 años la formación de una plataforma que produce buenas cosechas de maíz. Las coo yuu requerían mantenimiento, pues la erosión y el uso agrícola de las terrazas provocaban el desgaste del suelo nutritivo. Para estas labores, en la Mixteca Alta se empleaba caliche obtenida de minas en la región. Los mixtecos antiguos empleaban el sistema de tumba-roza-quema para ganar terrenos de cultivos. Es decir, desmontaban la vegetación original de las laderas de los montes y procedían a quemarla para emplear los restos vegetales como abono de sus cultivos. Ello ocasionó una grave deforestación que afectó a gran parte del territorio mixteco, considerado como uno de los más erosionados en la República Mexicana.

### Actividades complementarias

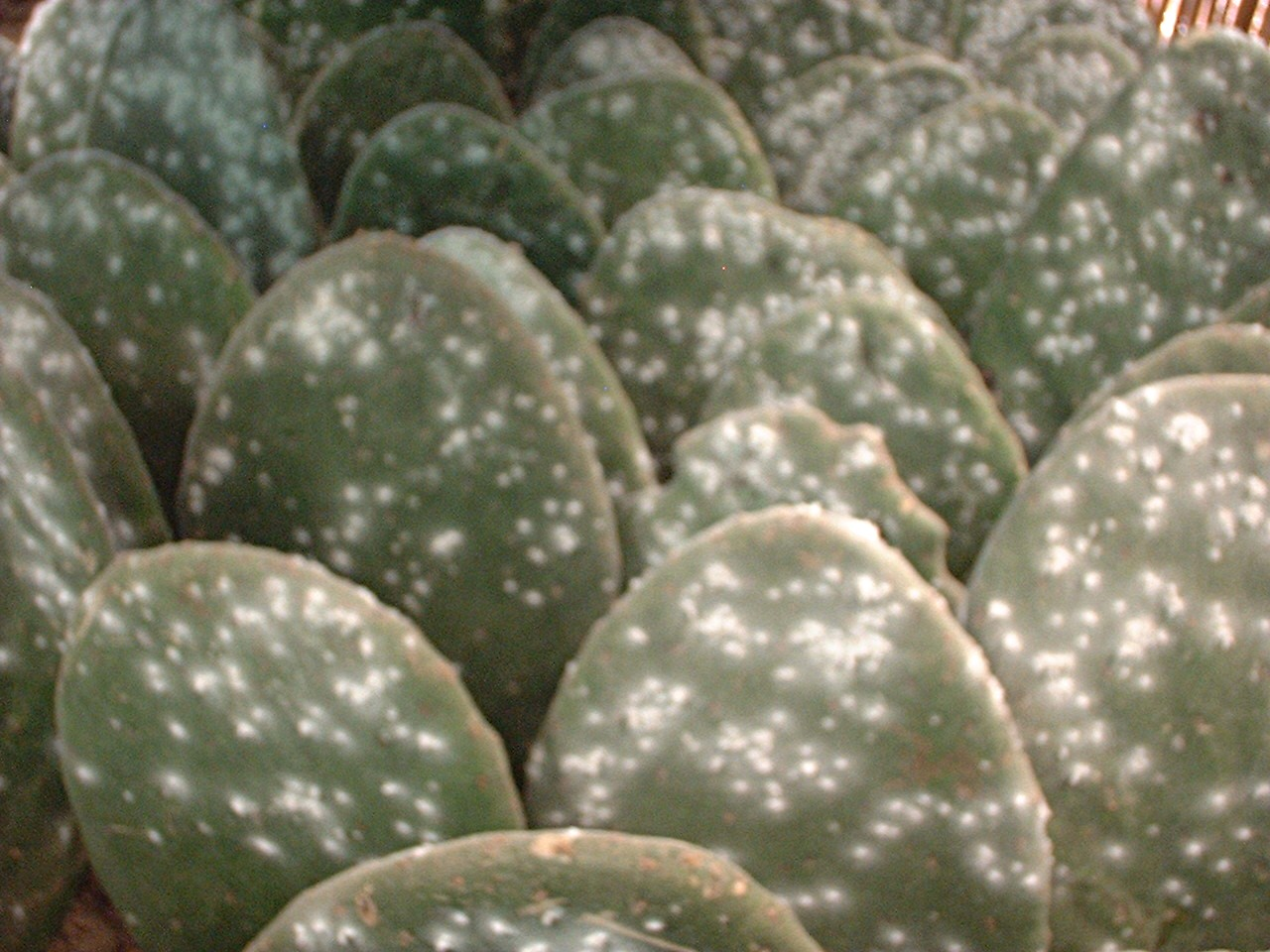
Nopales infectados con cochinilla. El cultivo de la cochinilla fue de vital importancia económica para los antiguos mixtecos y otros pueblos del área oaxaqueña. Aunque diezmado por la aparición de los colorantes químicos, su empleo continúa hasta la actualidad.

En Mesoamérica se domesticó un número muy reducido de especies animales. El guajolote (Meleagris gallopavo) y el xoloitzcuintle son dos de ellos, y su presencia está probada en todos los rumbos de Mesoamérica. Ambos constituían una fuente de carne que se consumía en pequeña escala en las sociedades indígenas. En la Mixteca, adicionalmente, se desarrolló la crianza de la cochinilla, un parásito aprovechado por la industria textil. La especie es un parásito del nopal. Aún se cría en los climas templados de la Mixteca Alta y otras partes del norte y centro de Oaxaca. De él se obtiene un colorante llamado carmín o grana cochinilla, apreciado por su intenso color rojo. El cultivo de la cochinilla perduró como una de las principales actividades de la región hasta el siglo XIX, cuando el descubrimiento de los colorantes sintéticos lo desplazó.
La base de la economía de todos los pueblos mesoamericanos era la agricultura. Los mixtecos, como el resto de los pueblos mesoamericanos, recurrieron a la cacería, la recolección y la pesca para complementar su dieta y cubrir otras necesidades. Una de las ventajas que presentaba el territorio de los mixtecos era su gran diversidad de microclimas, por lo que muchos de los señoríos que se desarrollaron en el área prácticamente eran autosuficientes en materia de subsistencia.
Los habitantes de la Mixteca se incorporaron en la amplia red de intercambio comercial mesoamericana. Además de los frutos del trabajo agrícola y la cochinilla, los mixtecos comerciaban con materias preciosas y manufacturas. Desde fechas muy tempranas, se integraron como productores de minerales, entre ellos la magnetita. Se ha probado que durante el Preclásico Medio (ss. XII-V aC), la cerámica Rojo sobre Bayo de Tayata (Mixteca Alta) era producto de comercio con los olmecas de la costa del golfo de México.

## Cultura

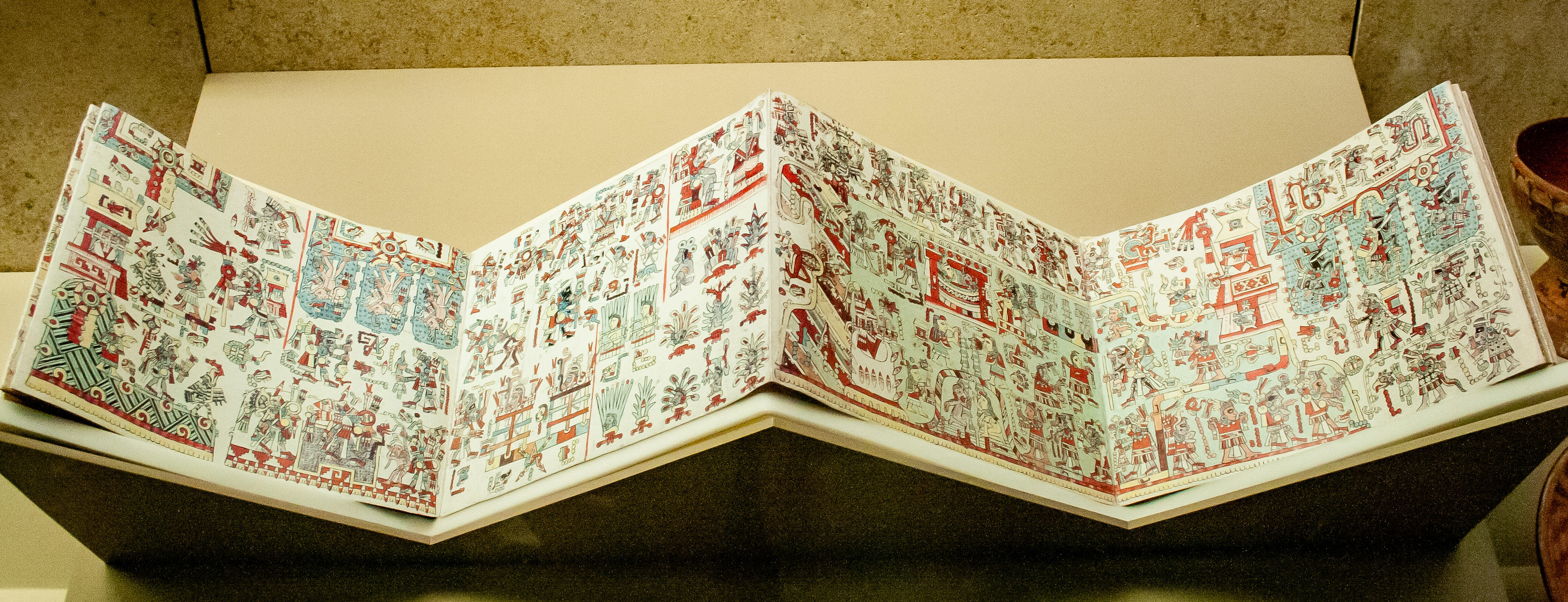
Códice Nuttal. Cultura Mixteca.

### Lengua y escritura
Con la llegada de los españoles,los Mixteca ya hablaban numerosas variedades del idioma mixteco, ya para ese entonces con diversos grados de inteligibilidad mutua. De acuerdo con Spores (1967 y 2007) hacia el Preclásico la lengua hablada en la región era el idioma protomixtecano, del que derivan no sólo todas las lenguas mixtecas conocidas en la actualidad, sino también el triqui, que hablan los miembros del pueblo homónimo en la parte meridional de la Mixteca Alta. Los grados de divergencia entre las numerosas lenguas mixtecas de la actualidad son producto de la historia de sus hablantes: por ejemplo, según análisis glotocronológicos, la variedad costeña del mixteco se separó del mixteco nuclear de las tierras altas hacia el siglo X u XI, lo que coincide con la tardía colonización de la Costa Chica por parte de los mixtecos.
Los frailes dominicos que fueron encargados de la evangelización de Oaxaca establecieron por primera vez una escritura fonética de la lengua mixteca. A los frailes Antonio de los Reyes y Francisco de Alvarado se debe la edición de la primera gramática en la lengua que se hablaba en la Mixteca Alta por el tiempo de la Conquista. La variedad recogida por los dominicos parece corresponder con la empleada en Yucundaa (Teposcolula), que pudo haber servido como lingua franca en la región. La ortografía de la variedad de Teposcolula fue adaptada luego para escribir la lengua mixteca, cuyo nombre en la época de la Conquista fue dzaha dzahui.
Como otros pueblos de Mesoamérica, los mixtecos también cultivaron formas literarias. Contaban con una escritura pictográfica, de la que se conservan testimonios prehispánicos como los códices Nuttall (Tonindeye), Selden, Vindobonensis, Becker I y Colombino. Salvo este último, que se encuentra en México, el resto de los códices precolombinos creados por los mixtecos que sobrevivieron a la destrucción se encuentran en museos y bibliotecas de Europa. Estos códices sirvieron como instrumentos mnemotécnicos, de modo que las pinturas que aparecen en sus páginas podían traducirse en un texto oral por acto de quien conoce las claves para interpretarlos.

### Escritura
Como casi todas las sociedades mesoamericanas, los mixtecos desarrollaron un sistema de escritura. Los primeros indicios del uso de la escritura en el área mixteca corresponden a la Mixteca Alta, en el Preclásico Tardío (siglo V a. C.-I d. C.). En Huamelulpan se han localizado algunos dinteles con inscripciones calendáricas que podrían ser los nombres de algunos dirigentes de la antigua ciudad mixteca. Sin embargo, estas inscripciones se encuentran realizadas en el sistema zapoteco de escritura. a partir del cual se originaron los varios sistemas empleados más tardíamente en el centro de Mesoamérica hacia el Clásico y el Posclásico. El florecimiento de la Mixteca Baja en el Clásico trajo también el desarrollo de la escritura ñuiñe, aunque su semejanza con la escritura zapoteca de Monte Albán complica la identificación de su área de difusión. Hacia el inicio del Posclásico (siglo IX) aparece la llamada escritura mixteca, que forma parte de una gran corriente estilística denominada estilo Mixteca-Puebla o estilo internacional del Posclásico mesoamericano. Esta escritura es básicamente pictográfica, aunque no son pocos los elementos jeroglíficos e ideográficos que la complementan. La escritura mixteca sirvió como canal para la conservación de las creencias de este pueblo y de algunos aspectos de su historia. Se debe a Alfonso Caso la demostración de la autoría mixteca de los códices que hoy forman parte del llamado grupo mixteco, que durante mucho tiempo fueron atribuidos a los mexicas o a los mayas.

### Religión

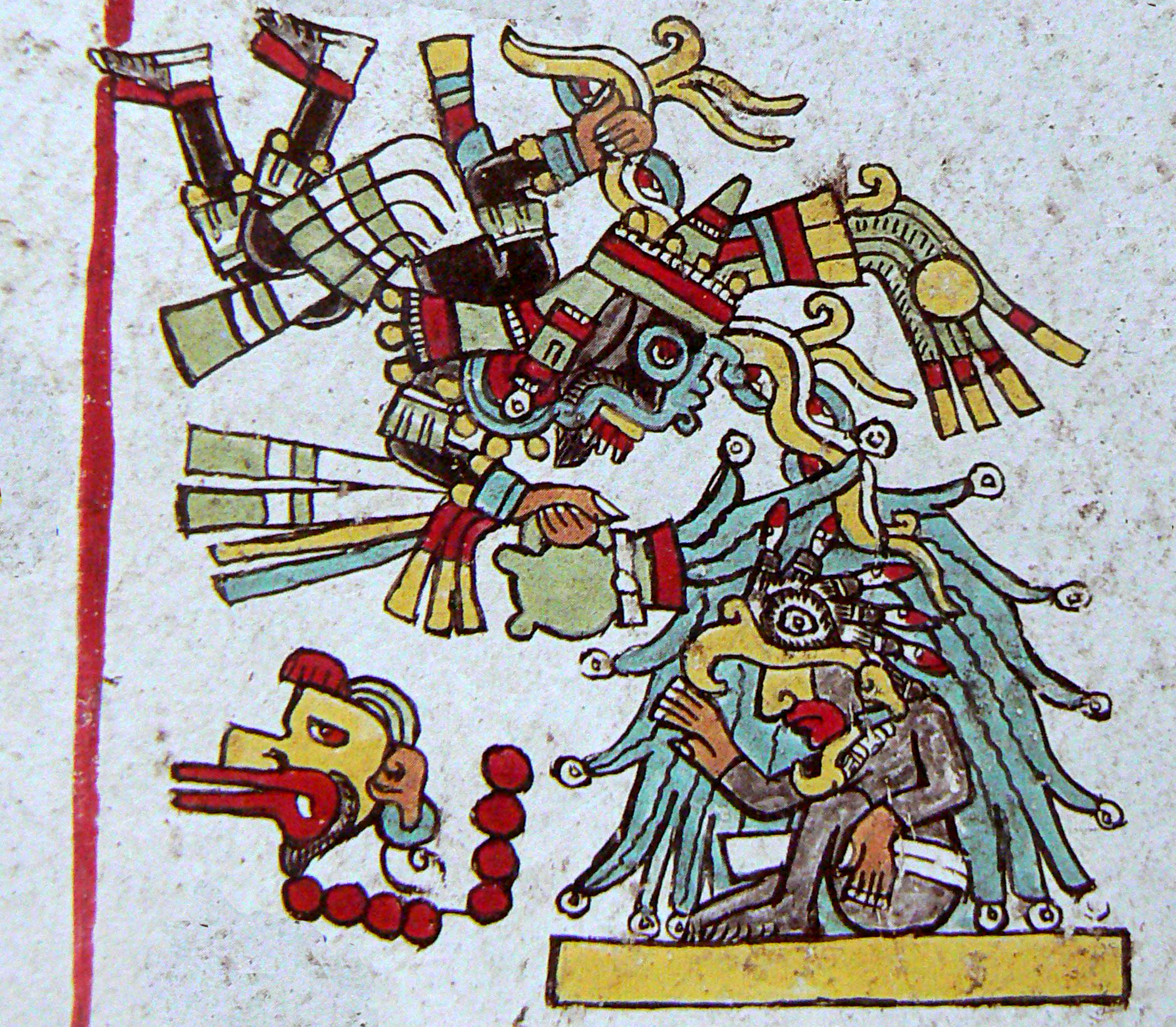
En esta imagen del Códice Vindobonensis, Dzahui baña de lluvia a Nueve Viento-Coo Dzahui. Dzahui fue la principal divinidad de los mixtecos en la época prehispánica. Nueve Viento es el nombre calendárico de la Serpiente Emplumada entre los mixtecos. El culto a las piedras de Dzahui, o Savi, como se pronuncia actualmente, continúa en algunas zonas de la Mixteca.

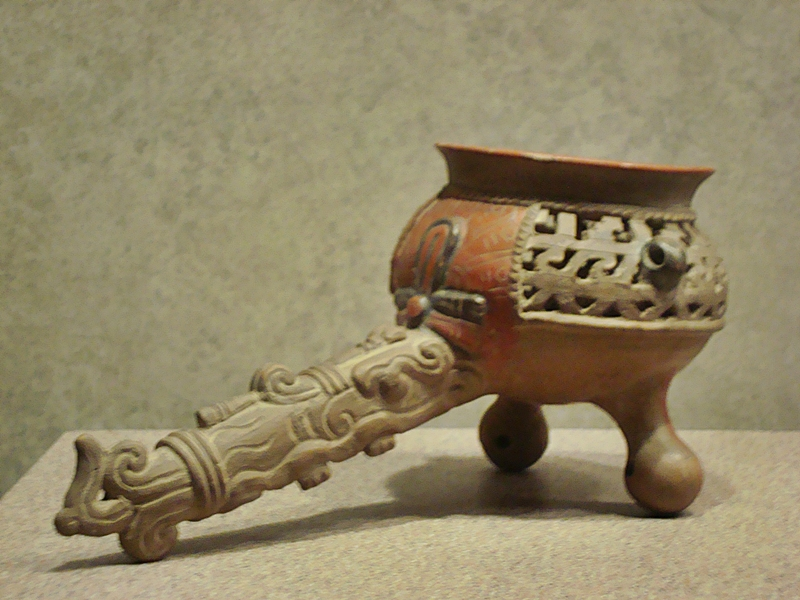
La religión era una esfera importante en la vida de los mixtecos de la época prehispánica. Uno de los atributos de los yaha yahui era el sahumador, cuyas representaciones aparecen con frecuencia en los códices. En la imagen un sahumador mixteco de cerámica. Procede de la Mixteca Alta, período Posclásico, colección del MNA.

Los mixtecos de la época prehispánica tuvieron una religión animista. De acuerdo con la información que se ha obtenido de los documentos pictográficos producidos por este pueblo, la proveniente de fuentes históricas coloniales y del análisis de la evidencia arqueológica, se puede decir que comparte con otras religiones mesoamericanas algunos rasgos muy característicos, entre ellos, la creencia en un principio dual primigenio que dio origen al mundo como se le conoce. Otro rasgo común entre la religión mixteca y el resto de las religiones mesoamericanas es la creencia en que el mundo ha sido creado y destruido en varias ocasiones. De acuerdo con el Códice Vindobonensis, Uno Venado-Serpiente de Jaguar y Uno Venado-Serpiente de Puma crearon a los primeros seres del mundo, los ñuhu (AFI: [ɲuʔu]), que ayudaron a ordenarlo. Todos los seres de la primera creación fueron petrificados cuando el Sol —venerado en la Mixteca con los nombres de Yya Ndicahndíí y  Taandoco— se elevó sobre el firmamento, aunque algunos de ellos se refugiaron en las cuevas y no perecieron. Los ñuhu encarnaban a los elementos mismos de la naturaleza: el fuego, el viento, el agua, la tierra, la vegetación, la fauna. Como se creía que algunos de ellos se refugiaron en las cuevas para no ser petrificados, uno de los elementos distintivos de la religión mixteca era el culto a las montañas y en las cavernas. Algunas de ellas eran —y siguen siendo— destino de peregrinaciones piadosas de los mixtecos, entre las más conspicuas de estas galerías subterráneas se encuentran las grutas de Chalcatongo en la Mixteca Alta, donde se encontraba el santuario de Nueve Hierba, la diosa de la muerte de los mixtecos.
El dios tutelar de los mixtecos fue Dzahui —literalmente Lluvia—, divinidad de la lluvia y del agua celeste. Tan importante fue el culto a la lluvia para los mixtecos que su nombre nativo los califica como el pueblo de la lluvia, es decir, el pueblo elegido por Dzahui. Comparte muchos atributos con el Tláloc del centro de Mesoamérica, venerado por los teotihuacanos, toltecas y mexicas y que aparece en numerosas vasijas-efigie encontradas especialmente en la Mixteca Alta. El culto de Dzahui en la mixteca es antiquísimo, su aparición se remonta al final de Preclásico Tardío, es decir, entre los siglos V a. C. y II d. C.
Por otra parte, en la Mixteca Baja, la sociedad ñuiñe se caracterizó por el culto al dios viejo del fuego, Huehuetéotl, venerado desde tiempos antiquísimos en toda el área mesoamericana. Se ha especulado con la posibilidad de que el culto a Huehuetéotl haya sido uno de los primeros en tomar forma en Mesoamérica, puesto que sus representaciones se han encontrado en poblaciones tan antiguas como Cuicuilco hasta las grandes urbes del Posclásico como la propia Tenochtitlan. El culto al fuego en la Mixteca Baja también se refleja en la toponimia de la región: Ñuiñe, que es el topónimo mixteco de la zona, y que quiere decir Tierra caliente. Las representaciones ñuiñe de la divinidad del fuego comparten con otras representaciones mesoamericanas de la misma divinidad varios atributos. Se representa como un anciano en posición sedente, que carga sobre la cabeza un gran brasero. En algunas efigies obtenidas en Cerro de las Minas, el dios mixteco del fuego aparece sosteniendo entre las manos sahumadores o vasijas especiales para encender tabaco. En la Mixteca Baja, el culto al fuego convivió con el culto a la lluvia durante el período de florecimiento del estilo Ñuiñe (siglos III-VII d. C.); el declive de esta sociedad implicó también el ocaso del culto al fuego en la Mixteca Baja, como indica el menor número de representaciones de esta divinidad en la región.
En la zona arqueológica de Huamelulpan se han encontrado los restos de algunos cráneos que debieron formar parte de un tzompantli. Los rituales más importantes de la vida de las sociedades prehispánicas de la Mixteca incluían sacrificios de animales o de seres humanos, como demuestran varios acontecimientos importantes en las crónicas sobre el pasado precolombino de los mixtecos. Un caso particular es el sacrificio de los descendientes de los señores de Bulto de Xipe y Jaltepec, sacrificados por orden de Ocho Venado mediante sacrificio gladiatorio y flechamiento ritual. Ambas formas de sacrificio humano estaban relacionadas con el culto a Xipe Tótec, el dios de la fertilidad y patrono del linaje reinante en Lugar del Bulto de Xipe.
Como el resto de la sociedad mixteca, los religiosos también mantenían una estructura jerárquica bastante estable. Los sumos sacerdotes del culto a una divinidad eran denominados yaha yahui (águila-serpiente de fuego) De acuerdo con las creencias de los mixtecos, los yaha yahui poseían la capacidad de transmutar en animales y eran temidos por el poder que poseían sobre el mundo de lo sobrenatural.

### Artes

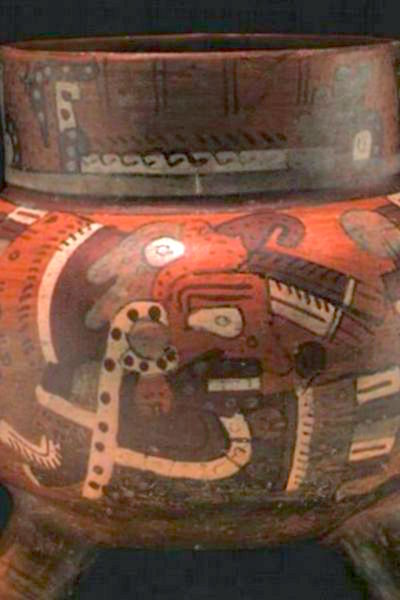
Vasija policroma de estilo códice. Cultura mixteca, procede de Xayacatlán (Puebla), período Posclásico Tardío (siglos - d. C.), forma parte de la colección del Museo Nacional de Antropología (México).

El arte mixteco prehispánico está ampliamente relacionado con la religión y el culto, algunas de las piezas más suntuosas estaban destinadas a los altares de los templos o para usos rituales. Sin embargo, también hay otros objetos que fueron usados por la élite política y religiosa y que estaban destinados al disfrute cotidiano. La mayor parte de las piezas artísticas mixtecas que se conocen en la actualidad corresponden al Período Posclásico (ss. X-XVI), que es también el de mayor apogeo en La Mixteca y la mayor parte de él. La sociedad mixteca favoreció el desarrollo de las artes menores, alcanzando un preciosismo notable en el marco de la severidad del arte mesoamericano. El débil desarrollo de la arquitectura y la escultura en piedra, particularmente cuando se compara a los mixtecos con los pueblos vecinos como los zapotecos, hizo pensar a Barbro Dahlgren que los artistas de este pueblo se dedicaron simplemente a recoger las tradiciones artísticas de las culturas anteriores.
La arquitectura mixteca es relativamente sencilla, de acuerdo con lo que de ella se conoce a partir de las excavaciones. En los sitios arqueológicos de la zona se han encontrado vestigios de antiguas construcciones que no alcanzaron nunca gran envergadura. A partir de los códices precolombinos de este pueblo se sabe que los templos estaban ubicados sobre plataformas piramidales que contaban con escalinatas de acceso. Los edificios civiles se organizaban en torno a grandes plazas y en su interior las habitaciones estaban organizadas alrededor de patios. En el caso de las viviendas destinadas a los estratos más bajos de la sociedad, los materiales prevalentes eran poco resistentes, entre ellos se encontraba el bajareque para los muros y la palma para las techumbres.
Muchas de las piezas mixtecas que se conocen son piezas de cerámica, cuyo material durable ha resistido el paso del tiempo. Algunas de las más antiguas corresponden al Preclásico Medio. Se trata de piezas que reflejan influencia de los estilos olmeca y zapoteca, como en el caso de la alfarería encontrada en Monte Negro. El estilo ñuiñe, que se desarrolló en la Mixteca Baja durante el Clásico, también muestra una fuerte influencia zapoteca, combinada con algunos elementos de inspiración teotihuacana. En esa zona y durante ese período gozaron de popularidad las representaciones del dios del fuego. Otras piezas características del estilo ñuiñe son las cabecitas colosales que se han encontrado en Acatlán, Anicano y otras localidades de la Mixteca poblana. En algunas localidades de La Montaña se conservan piezas de estilo ñuiñe que siguen siendo objeto de culto por parte de los nahuas, tlapanecos y mixtecos que habitan esa región.
La etapa de mayor florecimiento de la alfarería mixteca prehispánica fue el Período Posclásico. Durante esta época se difundió en La Mixteca un estilo iconográfico que es heredero de las tradiciones mesoamericanas anteriores, provenientes de Teotihuacán, la región zapoteca y el área maya. Originalmente se pensó que este estilo era propio de la región que comprende a Cholula, Tlaxcala y La Mixteca, por lo que se lo denominó mixteca-Puebla. Sin embargo, al explorarse otras regiones de Mesoamérica se comprendió que el estilo local mixteco forma parte de un estilo iconográfico panmesoamericano. La cerámica mixteca del Posclásico es de un acabado muy fino y una gran riqueza decorativa. El grosor del barro con el que esas piezas fueron confeccionadas es muy delgado, su color es generalmente rojizo o café con un bruñido de alta calidad que produce efecto de barnizado en las piezas. La superficie de estas estaba decorada con gran profusión, con temas y colores similares a los que se encuentran en los códices mixtecos. La cerámica policroma mixteca estaba destinada al uso de la élite. Algunas piezas de este tipo de cerámica se han encontrado fuera de la región mixteca.
Son antiguas las muestras de la escultura en la región mixteca. Se han encontrado estelas en diversas localidades, por ejemplo en Yucuita y Yucuñudahui, que dan muestra del mismo influjo cultural teotihuacano y zapoteco que alcanzó la cerámica durante el Preclásico y el Clásico. Las estelas de Yucuita fueron poco trabajadas, prácticamente consisten en grandes piedras con superficies y formas poco trabajadas donde se inscribieron fechas y nombres calendáricos de personajes importantes. En algunos sitios de tradición ñuiñe como Cerro de las Minas y Huajuapan se han encontrado dinteles que adornaban las entradas de algunos edificios. Sin embargo, las mejores esculturas mixtecas son pequeñas piezas talladas con igual virtuosismo y profusión que los terminados de la cerámica. Los mixtecos produjeron pequeños objetos suntuarios de hueso, madera, cristal de roca y piedras semipreciosas como el jade y la turquesa, de una exquisitez tal que Alfonso Caso llegó a compararlas con las «mejores tallas chinas». Muchos de estos objetos han sido encontrados en contextos funerarios, como en el caso de la tumba 7 de Monte Albán, que dio al mundo una notable muestra del refinamiento artístico de la sociedad mixteca.

### Metalurgia

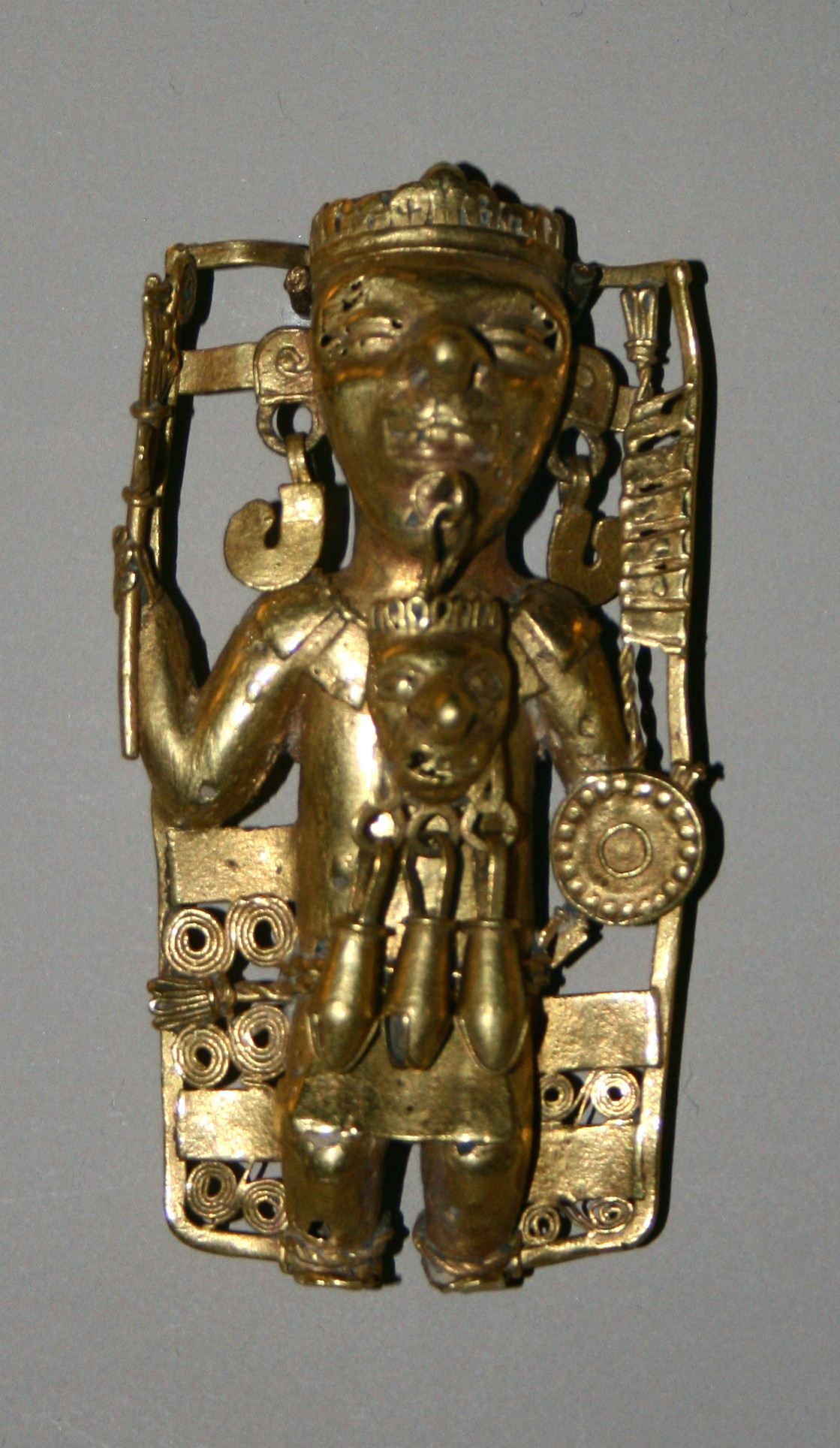
Pectoral con representación de un señor mixteco. Forma parte de la colección del Museo Británico (Londres).

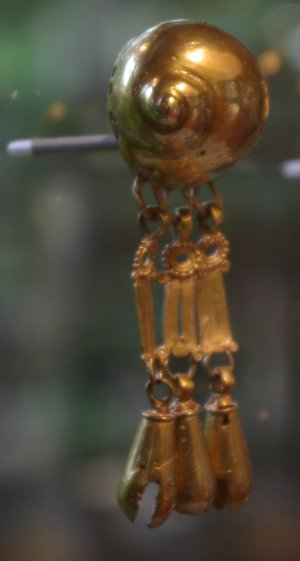
Pendiente de oro en forma de caracol, actualmente forma parte del acervo del Museo Dumbarton Oaks (Washington).

La metalurgia fue una actividad que se desarrolló tardíamente en Mesoamérica. Christian Duverger sostiene que esto es resultado de una elección cultural de los pueblos de la región, que convirtieron a Mesoamérica en una «civilización de la piedra». Los testimonios más antiguos de la metalurgia en Mesoamérica datan del final del período Clásico y proceden de Occidente de Mesoamérica. Se sabe que esta tecnología fue importada desde América Central y Sudamérica, donde se desarrolló mucho antes que en Mesoamérica. Por la época de la Conquista, los tarascos de Michoacán trabajaban con gran habilidad el cobre y otros metales, con los que fabricaban herramientas de uso cotidiano y objetos suntuarios.
En el área oaxaqueña, los mixtecos también adoptaron la metalurgia durante el período Posclásico. Se han encontrado hachas de cobre en la zona, muestra de que el trabajo de los metales en Oaxaca prehispánica no fue sólo con motivos ornamentales. Las piezas más conocidas de la orfebrería mixteca son las piezas de oro. El oro era considerado por los mesoamericanos como excremento de los dioses y durante el Posclásico se convirtió en un signo del Sol. Por ello, algunas de las piezas más exquisitas de la orfebrería mixteca combinan el oro con la turquesa, la piedra solar por excelencia en la cultura mesoamericana. Este es el caso del Escudo de Yanhuitlán, una de las piezas de orfebrería mixteca más conocidas.
Las piezas de oro en la cultura mixteca formaron parte del conjunto de objetos cuyo uso estaba reservado para los dirigentes. La vestimenta de los gobernantes del Posclásico incorporaba numerosos elementos áureos, que se combinaban con una amplia variedad de objetos de jade, turquesa, plumas y tejidos finos. A la llegada de los españoles, muchas piezas de oro procedentes de La Mixteca fueron fundidas para formar lingotes. Algunas de ellas fueron enviadas a Europa y escaparon de la destrucción. Las excavaciones arqueológicas han permitido la recuperación de un importante número de piezas en los yacimientos arqueológicos de toda La Mixteca. Son notables los hallazgos de Zaachila y la Tumba 7 de Monte Albán. En este último lugar se encontró el mayor número de piezas de orfebrería hallados en Mesoamérica en un solo sitio.